# かつて存在したアメリカ合衆国の鉄道運営組織一覧
かつて存在したアメリカ合衆国の鉄道運営組織一覧（かつてそんざいしたアメリカがっしゅうこくのてつどううんえいそしきいちらん）をアルファベット順に以下に示す。

## A
- アブビル・アンド・ウェイクロス鉄道 （en:Abbeville and Waycross Railroad）
- アビリーン・ソロモン・バレー・アンド・デンバー鉄道 （en:Abilene, Solomon Valley and Denver Railway）
- アビリーン・スターリング・アンド・サウスウェスタン鉄道 （en:Abilene, Sterling and Southwestern Railway）
- アクロン・カントン・アンド・ヤングスタウン鉄道 （ACY: en:Akron, Canton and Youngstown Railroad）
- アクロン・アンド・バーバートン・ベルト鉄道 （ABB: en:Akron and Barberton Belt Railway）
- アラバマ・アンド・チャタヌーガ鉄道 （en:Alabama and Chattanooga Railroad）
- アラバマ・グレート・サザン鉄道 （AGS: en:Alabama Great Southern Railroad）
- アラバマ・ミッドランド鉄道 （en:Alabama Midland Railway）
- アラバマ・テネシー・アンド・ノーザン鉄道 （AT&N: en:Alabama, Tennessee and Northern Railroad）
- アラバマ・トラクション・ライト・アンド・パワー・カンパニー （en:Alabama Traction, Light and Power Company）
- アルバニー・アンド・ノーザン鉄道 （en:Albany and Northern Railway）
- アルバニー・フロリダ・アンド・ノーザン鉄道 （en:Albany, Florida and Northern Railway）
- アリキッパ・アンド・サザン鉄道 （ALQS: en:Aliquippa and Southern Railroad）
- アレゲニー・アンド・イースタン鉄道 （ALY: en:Allegheny and Eastern Railroad）
- アルトン鉄道 （en:Alton Railroad）
- アルトン・アンド・サンガモン鉄道 （en:Alton and Sangamon Railroad）
- アメリカス・アンド・アトランティック鉄道 （en:Americus and Atlantic Railroad）
- アメリカス・プレストン・アンド・ランプキン鉄道 （en:Americus, Preston and Lumpkin Railroad）
- アマースト・アンド・ベルチャータウン鉄道 （en:Amherst and Belchertown Railroad）
- アマースト・ベルチャータウン・アンド・パーマー鉄道 （en:Amherst, Belchertown and Palmer Railroad）
- アナーバー鉄道 (AA: en:Ann Arbor Railroad)
- アナポリス・アンド・エルク・リッジ鉄道 （en:Annapolis and Elk Ridge Railroad）
- アニストン・アンド・アトランティック鉄道 （en:Anniston and Atlantic Railroad）
- アンソニー・アッティカ・アンド・ノースウェスタン鉄道 （en:Anthony, Attica and Northwestern Railroad）
- アンソニー・アンド・ノーザン鉄道 （en:Anthony and Northern Railway）
- アーケータ・アンド・マッド・リバー鉄道 （en:Arcata and Mad River Railroad）
- アルゼンチン・セントラル鉄道 （en:Argentine Central Railway）
- アーカンソー・アンド・ルイジアナ・ミッドランド鉄道 （en:Arkansas and Louisiana Midland Railway）
- アーカンソー・アンド・ルイジアナ・ミッドランド鉄道 （en:Arkansas City, Blackwell and Southwestern Railway）
- アーカンソー・シティ・ウェリントン・アンド・ノースウェスタン鉄道 （en:Arkansas City, Wellington and Northwestern Railway）
- アーカンソー・コロンバス・アンド・コロラド鉄道 （en:Arkansas, Columbus and Colorado Railroad）
- アーカンソー・カンザス・アンド・コロラド鉄道 （en:Arkansas, Kansas and Colorado Railway）
- アーカンソー・ルイジアナ・アンド・ガルフ鉄道 （en:Arkansas, Louisiana, and Gulf Railway）
- アーカンソー・ルイジアナ・アンド・ミズーリ鉄道 （en:Arkansas, Louisiana, and Missouri Railway）
- アーカンソー・ミズーリ・アンド・カンザス鉄道 （en:Arkansas, Missouri and Kansas Railroad）
- アーカンソー・ノースウェスタン鉄道 （en:Arkansas Northwestern Railway）
- アーカンザス・リバー・アンド・ウェスタン・レールロード （en:Arkansas River and Western Railroad）
- アーカンザス・リバー・アンド・ウェスタン・レールウェイ （en:Arkansas River and Western Railway）
- アーカンソー・バレー・アンド・ノースウェスタン鉄道 （en:Arkansas Valley and Northwestern Railroad）
- アーカンソー・バレー・イウカ・アンド・ノースウェスタン鉄道 （en:Arkansas Valley, Iuka and Northwestern Railway）
- アーカンソー・バレー・レールロード・アンド・テレグラフ・カンパニー （en:Arkansas Valley Railroad and Telegraph Company）
- アーカンソー・バレー・レールロード （en:Arkansas Valley Railroad）
- アーカンソー・バレー・レールウェイ （en:Arkansas Valley Railway）
- アシュレー・ドルー・アンド・ノーザン鉄道 （en:ADN: Ashley, Drew and Northern Railway）
- アッチソン・アンド・アーカンソー・バレー鉄道 （en:Atchison and Arkansas Valley Railway）
- アッチソン・アンド・デンバー鉄道 （en:Atchison and Denver Railway）
- アッチソン・アンド・フォート・リリー鉄道 （en:Atchison and Fort Riley Railroad）
- アッチソン・アンド・レブンワース鉄道 （en:Atchison and Leavenworth Railroad）
- アッチソン・アンド・レブンワース・シティ鉄道 （en:Atchison and Leavenworth City Railroad）
- アッチソン・アンド・レコンプトン鉄道 （en:Atchison and Lecompton Railroad）
- アッチソン・アンド・ネブラスカ・シティ鉄道 （en:Atchison and Nebraska City Railroad）
- アッチソン・アンド・ネブラスカ鉄道 （en:Atchison and Nebraska Railroad）
- アッチソン・アンド・ノースウェスタン鉄道 （en:Atchison and Northwestern Railroad）
- アッチソン・アンド・パルメット・シティ鉄道 （en:Atchison and Palmetto City Railroad）
- アッチソン・アンド・パイクス・ピーク鉄道 （en:Atchison and Pike's Peak Railroad）
- アッチソン・アンド・ソロモン・バレー鉄道 （en:Atchison and Solomon Valley Railroad）
- アッチソン・アンド・サウスウェスタン・レールロード （en:Atchison and Southwestern Railroad）
- アッチソン・アンド・サウスウェスタン・レールウェイ （en:Atchison and Southwestern Railway）
- アッチソン・アンド・トピカ鉄道 （en:Atchison and Topeka Railroad）
- アッチソン・アンド・ウェスタン鉄道 （en:Atchison and Western Railway）
- アッチソン・コーカー・シティ鉄道 （en:Atchison, Cawker City, and Denver Railroad）
- アッチソン・コロラド・アンド・パシフィック・レールロード （en:Atchison, Colorado and Pacific Railroad）
- アッチソン・コロラド・アンド・パシフィック・レールウェイ （en:Atchison, Colorado and Pacific Railway）
- アッチソン・ヘイズ・シティ・アンド・サンタ・フェ鉄道 （en:Atchison, Hays City, and Santa Fe Railroad）
- アッチソン・ホルトン・アンド・カンザス・バレー鉄道 （en:Atchison, Holton, and Kansas Valley Railroad）
- アッチソン・ホルトン・アンド・サウスウェスタン鉄道 （en:Atchison, Holton, and Southwestern Railroad）
- アッチソン・ミネアポリス・アンド・サリン・バレー鉄道 （en:Atchison, Minneapolis, and Saline Valley Railroad）
- アッチソン・ジュエル・カウンティ・アンド・ウェスタン・レールロード （en:Atchison, Jewell County and Western Railroad）
- アッチソン・ジュエル・カウンティ・アンド・ウェスタン・レールウェイ （en:Atchison, Jewell County and Western Railway）
- アッチソン・リンカーン・アンド・コロンバス鉄道 （en:Atchison, Lincoln and Columbus Railroad）
- アッチソン・オスカルーサ・アンド・ローレンス鉄道 （en:Atchison, Oskaloosa, and Lawrence Railroad）
- アッチソン・レパブリカン・バレー・アンド・パシフィック鉄道 （en:Atchison, Republican Valley and Pacific Railway）
- アッチソン・サライナ・アンド・サンタ・フェ鉄道 （en:Atchison, Salina and Santa Fe Railroad）
- アッチソン・セント・マーズ・アンド・カウンシル・グルーブ鉄道 （en:Atchison, St. Mars, and Council Grove Railroad）
- アッチソン・ソロモン・バレー・アンド・デンバー鉄道 （en:Atchison, Solomon Valley and Denver Railway）
- アッチソン・ストックトン・アンド・デンバー鉄道 （en:Atchison, Stockton and Denver Railway）
- アッチソン・トンガノクシー・アンド・サザン鉄道 （en:Atchison, Tonganoxie and Southern Railroad）
- アッチソン・トピカ・アンド・セント・ジョセフ鉄道 （en:Atchison, Topeka and Saint Joseph Railway）
- アッチソン・トピカ・アンド・サンタフェ鉄道 （en:ATSF or AT&SF: Atchison, Topeka and Santa Fe Railway）
- アッチソン・ウォータービル・アンド・ハノーバー鉄道 （en:Atchison, Waterville, and Hanover Railroad）
- アッチソン・ワシントン・アンド・デンバー・ショート・ライン鉄道 （en:Atchison, Washington and Denver Short Line Railway）
- アッチソン・ワシントン・アンド・ウェスタン鉄道 （en:Atchison, Washington and Western Railroad）
- アトキンソン・ノーザン鉄道 （en:Atkinson Northern Railroad）
- アトランタ・アンド・バーミングハム・エア・ライン鉄道 （en:Atlanta and Birmingham Air Line Railway）
- アトランタ・アンド・シャーロット・エア・ライン鉄道 （en:Atlanta and Charlotte Air-Line Railway）
- アトランタ・アンド・フロリダ鉄道 （en:Atlanta and Florida Railroad）
- アトランタ・アンド・ホーキンスビル鉄道 （en:Atlanta and Hawkinsville Railroad）
- アトランタ・アンド・ノックスビル鉄道 （en:Atlanta and Knoxville Railroad）
- アトランタ・アンド・ラグランジ鉄道 （en:Atlanta and LaGrange Rail Road）
- アトランタ・アンド・ニューオーリンズ・ショート・ライン （en:Atlanta and New Orleans Short Line）
- アトランタ・アンド・リッチモンド・エア・ライン鉄道 （en:Atlanta and Richmond Air-Line Railway）
- アトランタ・アンド・セント・アンドルーズ・ベイ鉄道 （en:Atlanta and St. Andrews Bay Railway）
- アトランタ・アンド・ウェスト・ポイント鉄道 （Atlanta and West Point Rail Road）
- アトランタ・バーミングハム・アンド・アトランティック鉄道 （ABA: en:Atlanta, Birmingham and Atlantic Railroad）（ザ・ビー・ライン（The Bee Line）としても知られる）
- アトランタ・バーミングハム・アンド・コースト鉄道 （ABC: en:Atlanta, Birmingham and Coast Railroad）
- アトランタ・ノックスビル・アンド・ノーザン鉄道 （en:Atlanta, Knoxville and Northern Railroad）
- アトランティック・ミシシッピ・アンド・オハイオ鉄道 （en:Atlantic, Mississippi and Ohio Railroad）
- アトランティック・アンド・バーミングハム鉄道 （AB: Atlantic and Birmingham Railway）
- アトランティック・アンド・ダンビル鉄道 （AD: en:Atlantic and Danville Railway）
- アトランティック・アンド・ガルフ鉄道 （en:Atlantic and Gulf Railroad）
- アトランティック・アンド・ガルフ・ショート・ライン鉄道 （en:Atlantic and Gulf Short Line Railroad）
- アトランティック・アンド・パシフィック鉄道 （en:Atlantic and Pacific Railroad）
- アトランティック・アンド・パシフィック・ショート・ライン鉄道 （en:Atlantic and Pacific Short Line Railway）
- アトランティック・アンド・イースト・カロライナ鉄道 （AEC: en:Atlantic and East Carolina Railway）
- アトランティック・アンド・セント・ローレンス鉄道 （Atlantic and St. Lawrence Railroad）
- アトランティック・アンド・ウェスタン鉄道 （en:Atlantic and Western Railway）
- アトランティック・アンド・ヤドキン鉄道 （en:Atlantic and Yadkin Railway）
- アトランティック・コースト・ライン鉄道 （ACL: en:Atlantic Coast Line Railroad）
- アトランティック・ショート・ライン鉄道 （en:Atlantic Short Line Railway）
- アトランティック・バルドスタ・アンド・ウェスタン鉄道 （en:Atlantic, Valdosta and Western Railway）（ジャクソンビル・ショート・ライン（Jacksonville Short Line）としても知られる）
- アトランティック・ウェイクロス・アンド・ノーザン鉄道 （en:Atlantic, Waycross and Northern Railroad）
- アティカ・アンド・アレゲニー・バレー （en:Attica and Allegheny Valley）
- オーガスタ・アンド・フロリダ鉄道 （en:Augusta and Florida Railroad）
- オーガスタ・アンド・ノックスビル鉄道 （en:Augusta and Knoxville Railroad）
- オーガスタ・アンド・サバナー鉄道 （en:Augusta and Savannah Railroad）
- オーガスタ・アンド・ウェイネスボロ鉄道 （en:Augusta and Waynesboro Railroad）
- オーガスタ・ベルト鉄道 （en:Augusta Belt Railway）
- オーガスタ・ギブソン・アンド・サンダースビル鉄道 （en:Augusta, Gibson and Sandersville Railroad）
- オーガスタ・サザン鉄道 （en:Augusta Southern Railroad）
- オーロラ・エルジン・アンド・フォックス・リバー （en:Aurora, Elgin and Fox River）
- オート・トレイン・コーポレーション （AUT:en:Auto-Train Corporation）

## B
- ベインブリッジ・ノースイースタン・レールロード （Bainbridge Northeastern Railroad）
- ベインブリッジ・ノースイースタン・レールウェイ （Bainbridge Northern Railway）（ザ・ランバー・ライン（The Lumber Line: 材木線）としても知られる）
- ボールドウィン・シティ・アンド・ファーガソン・カット・オフ鉄道 （Baldwin City and Ferguson Cut Off Railroad）
- ボルチモア・アンド・アナポリス鉄道 （B&A: Baltimore and Annapolis Railroad）
- ボルチモア・アンド・オハイオ鉄道 （B&O: Baltimore and Ohio Railroad）
- ボルチモア・アンド・オハイオ・シカゴ・ターミナル鉄道 （BOCT: Baltimore and Ohio Chicago Terminal Railroad）
- バンガー・アンド・アルーストック鉄道 （BAR: Bangor and Aroostook Railroad）
- バートン・カウンティ・アンド・サンタ・フェ鉄道 （Barton County and Santa Fe Railway）
- バス・アンド・ハモンズポート鉄道 （Bath and Hammondsport Railroad）
- ベイ・リッジ・アンド・アナポリス鉄道 （Bay Ridge and Annapolis Railroad）
- ベアトリス・アンド・グレート・ベンド鉄道 （Beatrice and Great Bend Railroad）
- ビーバー・バレー鉄道 （Beaver Valley Railroad）
- ベッドフォード・アンド・ブリッジポート鉄道 （Bedford and Bridgeport Railroad）
- ベルビル・アンド・カスケード鉄道 （Belleville and Cascade Railroad）
- ベルビル・ステートライン・アンド：サザン鉄道 （Belleville, Stateline and Southern Railroad）
- チャタヌーガ・ベルト鉄道 （Belt Railway Company of Chattanooga）
- ベロイト・アンド・ネブラスカ鉄道 （Beloit and Nebraska Railway）
- ベロイト・マンカト・アンド・グレート・アイランド鉄道 （Beloit, Mankato and Grand Island Railway）
- ビッグ・ブルー・マンハッタン・アンド・セント・ルイス鉄道 （Big Blue, Manhattan and St. Louis Railway）
- ビルリカ・アンド・ベッドフォード鉄道 （Billerica and Bedford Railroad）
- ブラック・ダイヤモンド鉄道 （Black Diamond Railroad）
- ブラック・リバー・アンド・ウェスタン （Black River and Western）
- ブレークリー・サザン鉄道 （Blakely Southern Railroad）
- ブルー・ラピッズ・クレイ・センター・アンド・ソロモン鉄道 （Blue Rapids, Clay Center and Solomon Railway）
- ブリー・リッジ・アンド・アトランティック鉄道 （Blue Ridge and Atlantic Railroad）
- ブルー・リッジ・レールロード （Blue Ridge Railroad）
- ブルー・リッジ・レールウェイ （Blue Ridge Railway）
- ブルー・リバー鉄道 （Blue River Railroad）
- ブルー・リバー・バレー鉄道 （Blue River Valley Railroad）
- ブルー・バレー鉄道 （Blue Valley Railroad）
- ブルー・バレー・アンド・ジャンクション・シティ鉄道 （Blue Valley and Junction City Railroad）
- ボディー・アンド・ベントン鉄道 （Bodie and Benton Railway）
- ブーン・ロックウェル・シティ・アンド・ノースウェスタン鉄道 （Boone, Rockwell City and Northwestern Railway）
- ブーン・バレー・炭鉱鉄道 （Boone Valley Coal and Railway）
- ボストン・アンド・アルバニー鉄道 （B&A: Boston and Albany Railroad）
- ボストン・アンド・アルバニー鉄道 (ジョージア州) （Boston and Albany Railroad （Georgia））
- ボストン・アンド・メーン・コーポレーション （B&M: Boston and Maine Corporation）
- ボストン・レビア・ビーチ・アンド・リン鉄道 （Boston, Revere Beach and Lynn Railroad）
- ボストウィック鉄道 （Bostwick Railroad）
- ボーデン・リシア・スプリングス・ショート・ライン鉄道 （Bowden Lithia Springs Short Line Railroad）
- ボーデン鉄道 （Bowdon Railway）
- ブラッドフォード・インダストリアル・レール （BR: Bradford Industrial Rail）
- ブラットルボロ・アンド・ホワイトホール鉄道 （Brattleboro and Whitehall Railroad）
- ブリッジトン・アンド・サコ・リバー鉄道 （Bridgton and Saco River Railroad） [リンク切れ]
- ブリッジポート・アンド・サウス・シカゴ （Bridgeport and South Chicago）
- ブリンソン鉄道 （Brinson Railroad）
- ブランズビル・チェロキー・アンド・パーソンズ鉄道 （Brownsville, Cherokee and Parsons Railroad）
- ブロクストン・ハズルハースト・アンド・サバンナ鉄道 （Broxton, Hazlehurst and Savannah Railroad）
- ブランズウィック・アンド・アルバニー鉄道 （Brunswick and Albany Railroad）
- ブランズウィック・アンド・バーミングハム鉄道 （Brunswick and Birmingham Railway）
- ブランズウィック・アンド・フロリダ鉄道 （Brunswick and Florida Railroad）
- ブランズウィック・アンド・ペンサコラ鉄道 （Brunswick and Pensacola Railroad）
- ブランズウィック・アンド・ウェスタン鉄道 （Brunswick and Western Railroad）
- ブルトン・アンド・ピネオラ鉄道 （Bruton and Pineora Railway）
- ブエナ・ビスタ・アンド・エラビル鉄道 （Buena Vista and Ellaville Railroad）
- ブエナ・ビスタ鉄道 （Buena Vista Railroad）
- バッファロー・アフリカ・アンド・アーケード （Buffalo, Attica and Arcade）
- バッファロー・アンド・サスケハナ鉄道 （B&S: Buffalo and Susquehanna Railroad）
- バッファロー・クリーク鉄道 （BCK: Buffalo Creek Railroad）
- バッファロー・ロチェスター・アンド・ピッツバーグ鉄道 （BR&P: Buffalo, Rochester and Pittsburgh Railway）
- バーリンゲーム・アンド・ノースウェスタン鉄道 （Burlingame and Northwestern Railway）
- バーリンゲーム・リンドン・アンド・サザン鉄道 （Burlingame, Lyndon and Southern Railroad）
- バーリンゲーム・ソロモン・バレー・アンド・デンバー鉄道 （Burlingame, Solomon Valley, and Denver Railway）
- バーリントン・アンド・ラモイル鉄道 （Burlington and Lamoille Railroad）
- バーリントン・アンド・ミズーリ・リバー鉄道 （Burlington and Missouri River Railroad）
- バーリントン・ユリーカ・アンド・ボーモント鉄道 （Burlington, Eureka and Beaumont Railroad）
- バーリントン・ノーザン鉄道 （BN: Burlington Northern Railroad）
- バーリントン・ロック・アイランド鉄道 （BRI: Burlington-Rock Island Railroad）
- バーリントン・サライナ・ハッチンソン・アンド・サザン鉄道 （Burlington, Salina, Hutchinson and Southern Railway）
- バトラー・カウンティ鉄道 （Butler County Railway）
- ビュート・アナコンダ・アンド・パシフィック鉄道 （BAP: Butte, Anaconda and Pacific Railway）

## C
- カドー・アンド・チョクトー鉄道 （Caddo and Choctaw Railroad）
- カマス・プレーリー・レールネット （CSP: Camas Prairie RailNet）
- カマス・プレーリー鉄道 （Camas Prairie Railroad）
- カムデン・アンド・アンボイ鉄道 （Camden and Amboy Railroad)
- カナダ太平洋鉄道 　　　　　　　　　(Canadian Pacific Railway)
- カナディアン・アメリカン鉄道 (CDAC: Canadian American Railroad）
- カントン・アンド・カーシッジ鉄道 （Canton and Carthage Railroad）
- ケープ・フィア鉄道 （Cape Fear Railways, Inc.）
- カロライナ・アンド・ノースウェスタン鉄道 （Carolina and Northwestern Railway）
- カロルトン鉄道 （Carrollton Railroad）
- カータースビル・アンド・バン・ワート鉄道 （Cartersville and Van Wert Railroad）
- カーシッジ・ジョプリン・アンド・ショート・クリーク鉄道 （Carthage, Joplin and Short Creek Railway）
- カトル・キング鉄道 （Cattle King Railroad）
- シーダー・ラピッズ・アンド・ミズーリ・リバー鉄道 （Cedar Rapids and Missouri River Railroad）
- セントラル・ブランチ鉄道 （Central Branch Railway）
- セントラル・ブランチ・ユニオン・パシフィック （CBUP: Central Branch Union Pacific）
- セントラル・ニューイングランド鉄道 （Central New England Railway）
- セントラル・オハイオ鉄道 （Central Ohio Railroad）
- ジョージア・セントラル鉄道 （CofG: Central of Georgia Railway）
- セントラル・パシフィック鉄道 （CP: Central Pacific Railroad）
- ロング・アイランド・セントラル鉄道 （CRRLI: Central Railroad of Long Island）
- セントラル・レールロード・オブ・ニュージャージー （CNJ: Central Railroad of New Jersey）
- セントラル・バーモント鉄道 （CV: Central Vermont Railway）
- シャヌート・イエーツ・センター・マディソン・アンド・ノースウェスタン鉄道 （Chanute, Yates Center, Madison and Northwestern Railway）
- チャールストン・アンド・ハンバーグ鉄道 （Charleston and Hamburg Railroad）
- チャールストン・アンド・サバンナ・レールロード （Charleston and Savannah Railroad）
- チャールストン・アンド・サバンナ・レールウェイ （Charleston and Savannah Railway）
- チャールストン・アンド・ウェスタン・カロライナ鉄道 （Charleston and Western Carolina Railroad）
- チャールストン・ライン （Charleston Line）
- シャーロット・アンド・サウス・カロライナ鉄道 （Charlotte and South Carolina Railroad）
- シャーロット・コロンビア・アンド・オーガスタ鉄道 （Charlotte, Columbia and Augusta Railroad）
- チャタフーチ・バレー鉄道 （CHV: Chattahoochee Valley Railway）
- チャタヌーガ・アンド・ダラム鉄道 （Chattanooga and Durham Railroad）
- チャタヌーガ・アンド・ルックアウト・マウンテン鉄道 （Chattanooga and Lookout Mountain Railway）
- チャタヌーガ・ローム・アンド・コロンバス鉄道 （Chattanooga, Rome and Columbus Railroad）
- チャタヌーガ・ローム・アンド・サザン鉄道 （Chattanooga, Rome and Southern Railway）
- チャタヌーガ・サザン・レールロード （Chattanooga Southern Railroad）
- チャタヌーガ・サザン・レールウェイ （Chattanooga Southern Railway）
- チャタヌーガ・ユニオン鉄道 （Chattanooga Union Railway）
- チェロキー・アンド・メンフィス鉄道 （Cherokee and Memphis Railroad）
- チェロキー・アンド・レッド・リバー鉄道 （Cherokee and Red River Railway）
- チェロキー・セントラル鉄道 （Cherokee Central Railway）
- チェロキー鉄道 （Cherokee Railroad）
- チェロキー・レールウェイ・アンド・コーラ・カンパニー （Cherokee Railway and Cola Company）
- チェリーベール・パオラ・アンド・カンザス・シティ鉄道 （Cherryvale, Paola and Kansas City Railway）
- チェサピーク・アンド・オハイオ鉄道 （C&O: Chesapeake and Ohio Railway）
- チェサピーク・ビーチ鉄道 （Chesapeake Beach Railroad）
- チェサピーク・オハイオ・アンド・サウスウェスタン鉄道 （Chesapeake, Ohio and Southwestern Railroad）
- チェシー・システム （C&O/B&O/WM: Chessie System）
- チェスターフィールド鉄道 （Chesterfield Railroad）
- シカゴ・アンド・アルトン鉄道 （Chicago and Alton Railroad）
- シカゴ・アンド・セントラル・カンザス鉄道 （Chicago and Central Kansas Railroad）
- シカゴ・アンド・カウンシル・グローブ鉄道 （Chicago and Council Grove Railway）
- シカゴ・アンド・イースタン・イリノイ鉄道 （C&EI: Chicago and Eastern Illinois Railroad）
- シカゴ・アンド・エンポリア鉄道 （Chicago and Emporia Railway）
- シカゴ・アンド・イリノイ・ミッドランド鉄道 （C&IM: Chicago and Illinois Midland Railway）
- シカゴ・アンド・イリノイ・ウェスタン （Chicago and Illinois Western）
- シカゴ・アンド・インディアナ （Chicago and Indiana）
- シカゴ・アンド・ノース・ウェスタン鉄道 （CNW/C&NW: Chicago and North Western Railway）
- シカゴ・アンド・ワルドハイム （Chicago and Waldheim）
- シカゴ・アンド・ウェスタン・インディアナ鉄道 （C&WI: Chicago and Western Indiana Railroad）
- シカゴ・アンド・ウェスト・ミシガン鉄道 （Chicago and West Michigan Railway）
- シカゴ・アンド・ウェスト・リッジ （Chicago and West Ridge）
- シカゴ・アンド・ウェスタン・インディアナ （Chicago and Western Indiana）
- シカゴ・アティカ・アンド・サザン鉄道 （CA&S: Chicago, Attica and Southern Railroad）
- シカゴ・オーロラ・アンド・エルジン鉄道 （CA&E: Chicago, Aurora and Elgin Railroad）
- シカゴ・バーリントン・クインシー鉄道 （CB&Q: Chicago, Burlington and Quincy Railroad）
- シカゴ・セントラル・アンド・パシフィック鉄道 （CC: Chicago Central and Pacific Railroad）
- シカゴ・ドッジ・シティ・アンド・エル・パソ鉄道 （Chicago, Dodge City and El Paso Railroad）
- シカゴ・エンポリア・アンド・サウスウェスタン鉄道 （Chicago, Emporia and Southwestern Railway）
- シカゴ・フォート・スコット・アンド・テキサス鉄道 （Chicago, Fort Scott and Texas Railroad）
- シカゴ・フォート・スコット・アンド・オクラホマ鉄道 （Chicago, Fort Scott, and Oklahoma Railroad）
- シカゴ・グレート・ウェスタン鉄道 （CGW: Chicago Great Western Railway）
- シカゴ・インディアナポリス・アンド・ルイビル鉄道 （Chicago, Indianapolis and Louisville Railway）（モノン鉄道（Monon Railroad）参照）
- シカゴ・アイオワ・アンド・カンザス鉄道 （Chicago, Iowa and Kansas Railroad）
- シカゴ・アイオワ・アンド・ネブラスカ RR （Chicago, Iowa and Nebraska RR）
- シカゴ・ジェファーソン・シティ・ジラード・アンド・エル・パソ鉄道 （Chicago, Jefferson City, Girard and El Paso Railway）
- シカゴ・ジェファーソン・シティ・ジラード・アンド・パシフィック鉄道 （Chicago, Jefferson City, Girard and Pacific Railroad）
- シカゴ・カンザス・アンド・アーカンソー鉄道 （Chicago, Kansas and Arkansas Railway）
- シカゴ・カンザス・アンド・ネブラスカ鉄道 （Chicago, Kansas and Nebraska Railroad）
- シカゴ・カンザス・アンド・ニューメキシコ鉄道 （Chicago, Kansas and New Mexico Railway）
- シカゴ・カンザス・アンド・パシフィック鉄道 （Chicago, Kansas and Pacific Railroad）
- シカゴ・カンザス・アンド・サザン鉄道 （Chicago, Kansas and Southern Railway）
- シカゴ・カンザス・アンド・サウスウェスタン鉄道 （Chicago, Kansas and Southwestern Railroad）
- シカゴ・カンザス・アンド・テキサス鉄道 （Chicago, Kansas and Texas Railroad）
- シカゴ・カンザス・アンド・ウェスタン鉄道 （Chicago, Kansas and Western Railway）
- シカゴ・カンザス・シティ・アンド・オマハ・レールロード （Chicago, Kansas City and Omaha Railroad）
- シカゴ・カンザス・シティ・アンド・オマハ・レールウェイ （Chicago, Kansas City and Omaha Railway）
- シカゴ・カンザス・シティ・アンド・テキサス鉄道 （Chicago, Kansas City and Texas Railway）
- シカゴ・リンズボーグ・アンド・サウスウェスタン鉄道 （Chicago, Lindsborg and Southwestern Railway）
- シカゴ・マディソン・アンド・ノーザン （CMN: Chicago, Madison and Northern）
- シカゴ・マンハッタン・アンド・ミネアポリス鉄道 （Chicago, Manhattan and Minneapolis Railway）
- シカゴ・ミルウォーキー・セント・ポール・アンド・パシフィック鉄道 （Chicago, Milwaukee, St. Paul and Pacific Railroad）（ミルウォーキー鉄道（Milwaukee Road）も参照）
- シカゴ・ミズーリ・アンド・カンザス鉄道 （Chicago, Missouri and Kansas Railway）
- シカゴ・ミズーリ・アンド・ウェスタン （CMW: Chicago, Missouri and Western）
- シカゴ・ネブラスカ・アンド・カンザス鉄道 （Chicago, Nebraska and Kansas Railway）
- シカゴ・ネブラスカ・カンザス・アンド・サウスウェスタン鉄道 （Chicago, Nebraska, Kansas and Southwestern Railway）
- シカゴ-ニューヨーク・エレクトリック・エア・ライン鉄道 （Chicago – New York Electric Air Line Railroad)
- シカゴ・ノースショアー・アンド・ミルウォーキー鉄道 （Chicago North Shore and Milwaukee Railroad）（ノースショアー線 North Shore Line）
- シカゴ・オマハ・アンド・サウスウェスタン・レールロード （Chicago, Omaha and Southwestern Railroad）
- シカゴ・オマハ・アンド・サウスウェスタン・レールウェイ （Chicago, Omaha and Southwestern Railway）
- シカゴ・オスウィーゴ・アンド・ウェスタン鉄道 （Chicago, Oswego and Western Railway）
- シカゴ・ロック・アイランド・アンド・パシフィック鉄道 （ROCK/RI: Chicago, Rock Island and Pacific Railroad）
- シカゴ・セント・ジョセフ・アンド・フォート・ワース・レールロード （Chicago, St. Joseph and Fort Worth Railroad）
- シカゴ・セント・ジョセフ・アンド・フォーロ・ワース・レールウェイ （Chicago, St. Joseph and Fort Worth Railway）
- シカゴ・セント・ジョセフ・アンド・サンタ・フェ鉄道 （Chicago, St. Joseph and Santa Fe Railway）
- シカゴ・セント・ジョセフ・アンド・ウィチタ鉄道 （Chicago, St. Joseph and Wichita Railway）
- シカゴ・セント・ポール・アンド・カンザス・シティ鉄道 （CStP&KC: Chicago, St. Paul and Kansas City Railway）
- シカゴ・セント・ポール・アンド・カンザス鉄道 （Chicago, St. Paul and Kansas Railway）
- シカゴ・セント・ポール・ミネアポリス・アンド・オマハ鉄道 （CMO: Chicago, St. Paul, Minneapolis and Omaha Railway）
- シカゴ・セント・ポール・ネブラスカ・アンド・カンザス鉄道 （Chicago, St. Paul, Nebraska and Kansas Railway）
- シカゴ・サウスショア・アンド・サウス・ベンド鉄道 （Chicago South Shore and South Bend Railroad）（サウスショアー線 South Shore Lineも参照）
- シカゴ・サウスウェスタン・アンド・パシフィック鉄道 （Chicago, Southwestern and Pacific Railway）
- チンガワサ・スプリングス鉄道 （Chingawasa Springs Railway）
- チカマウーガ・アンド・ダーラム鉄道 （Chickamauga and Durham Railroad）
- チョクトー・アンド・メンフィス鉄道 （C&M: Choctaw and Memphis Railway）
- チョクトー鉱山鉄道 （Choctaw Coal and Railway）
- チョクトー・オクラホマ・アンド・ガルフ鉄道 （CO&G: Choctaw, Oklahoma and Gulf Railroad）
- チョクトー・オクラホマ・アンド・ウェスタン鉄道 （Choctaw, Oklahoma and Western Railroad）
- シンシナティ・アンド・レイクエリー鉄道 （Cincinnati and Lake Erie Railroad）
- シンシナティ・インディアナポリス・アンド・ウェスタン鉄道 （Cincinnati, Indianapolis and Western Railroad）
- シンシナティ・ラファイエット・アンド・シカゴ鉄道 （Cincinnati, LaFayette and Chicago Rail Road）
- シンシナティ・レバノン・アンド・ノーザン鉄道 （CL&N: Cincinnati, Lebanon and Northern Railway）
- シンシナティ・ノーザン鉄道 （Cincinnati Northern Railway）
- シンシナティ・ニューオーリンズ・アンド・テキサス・パシフィック鉄道 （Cincinnati, New Orleans and Texas Pacific Railway）
- シチズンズ・レールロード・カンパニー・オブ・クラウド・カウンティ （Citizens Railroad Company of Cloud County）
- シチズンズ・レールウェイ・カンパニー・オブ・クラウド・カウンティ （Citizens Railway Company of Cloud County）
- シティ・ポイント鉄道 （City Point Railroad）
- クレイ・センター・ハノーバー・アンド・ベアトリス鉄道 （Clay Center, Hanover and Beatrice Railroad）
- クレイ・センター・ミネアポリス・カノポリス・アンド・ウェスタン鉄道 （Clay Center, Minneapolis, Kanopolis and Western Railroad）
- クリーブランド・コロンバス・アンド・シンシナティ鉄道 （Cleveland, Columbus and Cincinnati Railroad）
- クリーブランド・コロンバス・シンシナティ・アンド・インディアナポリス鉄道 （Cleveland, Columbus, Cincinnati and Indianapolis Railroad）
- クリーブランド・シンシナティ・シカゴ・アンド・セント・ルイス鉄道 （Cleveland, Cincinnati, Chicago and St. Louis Railroad）
- クリーブランド・アンド・ピッツバーグ鉄道 （Cleveland and Pittsburgh Railroad）
- クリフサイド鉄道 （Cliffside Railroad）
- クリンチフィールド鉄道 （CRR: Clinchfield Railroad)
- クラウド・カウンティ・レールウェイ・アンド・テレグラフ・カンパニー （Cloud County Railway and Telegraph Company）
- コフィービル・アンド・ウェスタン鉄道 （Coffeyville and Western Railway）
- コフィービル・インディペンデンス・エルク・フォールズ・アンド・ノースウェスタン鉄道 （Coffeyville, Independence, Elk Falls and Northwestern Railroad）
- コリンズ・アンド・グレンビル鉄道 （Collins and Glennville Railroad）
- コリンズ・アンド・ルドウィッチ鉄道 （Collins and Ludowici Railroad）
- コリンズ・アンド・リーズビル鉄道 （Collins and Reidsville Railroad）
- コロネル・アイランド鉄道 （Colonel's Island Railroad）
- コロニー・ネオショー・フォールズ・アンド・ウェスタン鉄道 （Colony, Neosho Falls and Western Railroad）
- コロニー・サザン・アンド・ウェスタン鉄道 （Colony, Southern and Western Railroad）
- コロラド・アンド・ノーザン・カンザス鉄道 （Colorado and Northern Kansas Railway）
- コロラド・コールドウェル・アンド・アーカンソー鉄道 （Colorado, Caldwell and Arkansas Railway）
- コロラド・セントラル鉄道 （Colorado Central Railroad）
- コロラド・イースタン鉄道 （Colorado Eastern Railroad）
- コロラド・アンド・ノーザン鉄道 （Colorado and Northern Railway）
- コロラド・アンド・サザン鉄道 （C&S: Colorado and Southern Railroad）
- コロラド・カンザス・アンド・ガルフ鉄道 （Colorado, Kansas and Gulf Railroad）
- コロラド・カンザス・アンド・オクラホマ鉄道 （Colorado, Kansas and Oklahoma Railroad）
- コロラド・ミッドランド鉄道 （Colorado Midland|Colorado Midland Railroad）
- コロラド・スプリングス・アンド・クリップル・クリーク・ディストリクト鉄道 （Colorado Springs and Cripple Creek District Railway）
- コロンバス・アンド・グリーンビル鉄道 （CAGY: Columbus and Greenville Railway）
- コロンバス・アンド・フロリダ鉄道 （Columbus and Florida Railway）
- コロンバス・アンド・ローム鉄道 （Columbus and Rome Railway）
- コロンバス・サン・アントニオ・アンド・リオ・グランデ鉄道 （CSA&RG: Columbus, San Antonio and Rio Grande Railroad）
- コロンバス・アンド・ウェスタン鉄道 （Columbus and Western Railway）
- コロンバス・アンド・ジーニア鉄道 （Columbus and Xenia Railroad）
- コロンバス・チェトパ・アンド・グレート・ウェスタン鉄道 （Columbus, Chetopa and Great Western Railroad）
- コロンバス・オセージ・ミッション・アンド・ニュー・シカゴ鉄道 （Columbus, Osage Mission and New Chicago Railroad）
- コロンバス・サザン鉄道 （Columbus Southern Railway）
- コンコーディア・アンド・ネブラスカ鉄道 （Concordia and Nebraska Railway）
- コンコーディア・アンド・サウスウェスタン鉄道 （Concordia and Southwestern Railroad）
- コンコーディア・チャプマン・アンド・エル・ドラド鉄道 （Concordia, Chapman and El Dorado Railway）
- コンコーディア・ネス・シティ・アンド・プエブロ鉄道 （Concordia, Ness City and Pueblo Railway）
- コンコーディア・ワシントン・アンド・ネブラスカ鉄道 （Concordia, Washington and Nebraska Railway）
- コンソリデーテッド・レール・カンパニー （CR: Consolidated Rail Company）（コンレール、現在はCSXトランスポーテーションとノーフォーク・サザン鉄道向けの部分的な貨物サービスを提供している）
- カッパー・レンジ鉄道 （CR/COPR: Copper Range Railroad）
- カッパー・リバー・アンド・ノースウェスタン鉄道 （Copper River and Northwestern Railway）
- コリント・アンド・カウンス鉄道 （Corinth and Counce Railroad）
- コーネリア・アンド・タルーラ・フォールズ鉄道 （Cornelia and Tallulah Falls Railroad）
- カウンシル・グローブ・ハッチソン・アンド・サウスウェスタン鉄道 （Council Grove, Hutchinson and Southwestern Railway）
- カウンシル・グローブ・マリオン・アンド・ウェスタン鉄道 （Council Grove, Marion and Western Railroad）
- カウンシル・グローブ・マリオン・アンド・ハッチソン鉄道 （Council Grove, Marion Centre and Hutchinson Railroad）
- カウンシル・グローブ・オセージ・シティ・アンド・オタワ鉄道 （Council Grove, Osage City and Ottawa Railway）
- カウンシル・グローブ・スモーキー・バレー・アンド・ウェスタン鉄道 （Council Grove, Smoky Valley and Western Railway）
- コビントン・アンド・メーコン鉄道 （Covington and Macon Railroad）
- コビントン・コロンバス・アンド・ブラック・ヒルズ鉄道 （Covington, Columbus, and Black Hills Railway）
- カウリー・サムナー・アンド・フォート・スミス鉄道 （Cowley, Sumner and Ft. Smith Railroad）
- クラブ・オーチャード・アンド・エジプティアン鉄道 （Crab Orchard and Egyptian Railroad）
- クロフォード・カウンティ鉄道 （Crawford County Railroad）
- クルックト・クリーク鉱山鉄道 （Crooked Creek Coal and Railway）
- カンバーランド・アンド・ペンシルバニア鉄道 （C&PA: Cumberland and Pennsylvania Railroad）
- カンバーランド・バレー鉄道 （Cumberland Valley Railroad）
- カレント・リバー鉄道 （Current River Railroad）
- カイラー・アンド・ウッドバーン鉄道 （Cuyler and Woodburn Railroad）

## D
- ダンベリー・アンド・ノーウォーク鉄道 （D&N: Danbury and Norwalk Railroad）
- ダンビル・アンド・アトランティック （Danville and Atlantic）
- ダコタ・カンザス・アンド・ガルフ鉄道 （Dakota, Kansas and Gulf Railroad）
- ダコタ・ミネソタ・アンド・イースタン鉄道 （Dakota, Minnesota and Eastern Railroad）
- ダコタ・ウィチタ・アンド・ガルベストン鉄道 （Dakota, Wichita and Galveston Railway）
- ダコタ・ウィチタ・アンド・ガルフ鉄道 （Dakota, Wichita and Gulf Railway）
- ダラス・クレバーン・アンド・リオ・グランデ鉄道 （Dallas, Cleburne and Rio Grande Railroad）
- ダラス・アンド・ウィチタ鉄道 （Dallas and Wichita Railroad）
- ダリエン・アンド・ウェスタン鉄道 （Darien and Western Railroad）
- ダリエン・ショート・ライン （Darien Short Line）
- デッカービル・オセオラ・アンド・ノーザン鉄道 （Deckerville, Osceola and Northern Railroad）
- ディープ・クリーク鉄道 （Deep Creek Railroad）
- ディープウォーター鉄道 （Deepwater Railway）
- デラウェア・アンド・イースタン鉄道 （D&E: Delaware and Eastern Railroad）
- デラウェア・アンド・ハドソン鉄道 （D&H: Delaware and Hudson Railway）
- デラウェア・アンド・ローレンス鉄道 （Delaware and Lawrence Railroad）
- デラウェア・アンド・レコンプトン鉄道 （Delaware and Lecompton Railroad）
- デラウェア・ラッカワナ・アンド・ウェスタン鉄道 （ラッカワナ鉄道）
- デラウェア・リーハイ・シュイルキル・アンド・サスケハナ鉄道 （Delaware, Lehigh, Schuylkill and Susquehanna Railroad）
- デラウェア・アンド・ノーザン鉄道 （Delaware and Northern Railroad）
- デンバー・アンド・ボールダー・バレー鉄道 （Denver and Boulder Valley Railroad）
- デンバー・アンド・フォート・スミス鉄道 （Denver and Fort Smith Railway）
- デンバー・アンド・カンザス・ノーザン鉄道 （Denver and Kansas Northern Railroad）
- デンバー・アンド・ミドル・パーク鉄道 （Denver and Middle Park Railroad）
- デンバー・アンド・ニューオーリンズ鉄道 （Denver and New Orleans Railroad）
- デンバー・アンド・リオ・グランデ鉄道 （DRG/D&RG: Denver and Rio Grande Railroad）
- デンバー・アンド・リオグランデ・ウェスタン鉄道 （DRGW/D&RGW: Denver and Rio Grande Western Railroad）
- デンバー・アンド・ソルト・レイク鉄道 （Denver and Salt Lake Railroad）
- デンバー・アンド・スクラントン鉄道 （Denver and Scranton Railway）
- デンバー・ボールダー・アンド・ウェスタン鉄道 （Denver, Boulder and Western Railroad）
- デンバー・イーニッド・アンド・ガルフ鉄道 （Denver, Enid, and Gulf Railroad）
- デンバー・ガーデン・シティ・アンド・サウスイースタン鉄道 （Denver, Garden City and Southeastern Railway）
- デンバー・ジャンクション・マカリスター・アンド・サウスイースタン鉄道 （Denver Junction, McAllister and Southeastern Railway）
- デンバー・カンザス・アンド・ガルフ鉄道 （Denver, Kansas and Gulf Railway）
- デンバー・レッドビル・アンド・ガニソン鉄道 （Denver, Leadville and Gunnison Railway）
- デンバー・ロングモント・アンド・ノースウェスタン鉄道 （Denver, Longmont and Northwestern Railway）
- デンバー・メンフィス・アンド・アトランティック鉄道 （Denver, Memphis and Atlantic Railway）
- デンバー・メンフィス・アンド・アトランティック・サザン鉄道 （Denver, Memphis and Atlantic Southern Railway）
- デンバー・ノースウェスタン・アンド・パシフィック鉄道 （Denver, Northwestern and Pacific Railway）
- デンバー・ポシフィック鉄道 （Denver Pacific Railroad）
- デンバー・ラッセル・スプリングス・サウスイースタン鉄道 （Denver, Russell Springs and Southeastern Railway）
- デンバー・サウス・パーク・アンド・パシフィック鉄道 （DSPP: Denver, South Park and Pacific Railway）
- デンバー・テキサス・アンド・ガルフ鉄道 （Denver, Texas and Gulf Railroad）
- デンバー・ユタ・アンド・パシフィック鉄道 （Denver, Utah and Pacific Railroad）
- デモイン・アンド・セントラル・アイオワ鉄道 （Des Moines and Central Iowa Railway）
- デトロイト・アンド・セント・ジョセフ鉄道 （Detroit and St. Joseph Railroad）
- デトロイト・アンド・トレド・ショア・ライン鉄道 （D&TS: Detroit and Toledo Shore Line Railroad）
- デトロイト・ベイ・シティ・アンド・アルピナ鉄道 （Detroit, Bay City and Alpena Railway）
- デトロイト・イール・リバー・アンド・イリノイ鉄道 （Detroit, Eel River and Illinois Railroad）
- デトロイト・トレド・アンド・アイアントン鉄道 （DT&I: Detroit, Toledo and Ironton Railroad）
- ドッジ・シティ・アンド・シマロン・バレー鉄道 （Dodge City and Cimarron Valley Railway）
- ドッジ・シティ・アンド・デンバー鉄道 （Dodge City and Denver Railway）
- ドッジ・シティ・アンド・モンティズマ鉄道 （Dodge City and Montezuma Railway）
- ドッジ・シティ・モンティズマ・アンド・トリニダッド鉄道 （Dodge City, Montezuma and Trinidad Railway）
- ドゥーリー・サザン鉄道 （Dooly Southern Railway）
- ダグラス・アンド・マクドナルド鉄道 （Douglas and McDonald Railroad）
- ダグラス・オーガスタ・アンド・ガルフ鉄道 （Douglas, Augusta and Gulf Railway）
- ドーバー・アンド・ステーツボロ鉄道 （Dover and Statesboro Railroad）
- ドラグーン・バレー鉄道 （Dragoon Valley Railroad）
- ダブリン・アンド・サウスウェスタン鉄道 （Dublin and Southwestern Railroad）
- ダブリン・アンド・ライツビル鉄道 （Dublin and Wrightsville Railroad）
- ダルース・アンド・アイアン・レンジ鉄道 （Duluth and Iron Range Railroad）
- ダルース・ミセーベ・アンド・アイアン・レンジ鉄道 （DMIR: Duluth, Missabe and Iron Range Railway）
- ダルース・ミセーベ・アンド・ノーザン鉄道 （DM&N: Duluth, Missabe and Northern Railway）
- ダルース・サウス・ショア・アンド・アトランティック鉄道 （DSSA: Duluth, South Shore and Atlantic Railway）
- ダルース・ウィニペグ・アンド・パシフィック鉄道 （DWP: Duluth, Winnipeg and Pacific Railway）
- ダーラム・アンド・サザン鉄道 （DS: Durham and Southern Railway）

## E
- アラバマ・イースト・アンド・ウェスト鉄道 （East and West Railroad of Alabama）
- イースト・カロライナ鉄道 （East Carolina Railroad）
- イースト・クーパー・アンド・バークレー鉄道 （East Cooper and Berkeley Railroad）
- イースト・セント・ルイス・アンド・サブアーバン鉄道 （East St. Louis and Suburban Railway）
- イースト・テネシー・アンド・ウェスタン・ノース・カロライナ鉄道 （ET&WNC: East Tennessee and Western North Carolina Railroad）（トゥウィーツィー（Tweetsie）と俗称される）
- イースタン・カンザス・アンド・ガルフ鉄道 （Eastern Kansas and Gulf Railroad）
- イースタン・オクラホマ鉄道 （Eastern Oklahoma Railway）
- エッカート鉄道 （Eckhart Railroad）
- エダビル鉄道 （Edaville Railroad）
- イール・リバー鉄道 （Eel River Railroad）
- エル・ドラド・アンド・サンタ・フェ鉄道 （El Dorado and Santa Fe Railway）
- エル・ドラド・アンド・ウォルナット・バレー鉄道 （El Dorado and Walnut Valley Railroad）
- エル・ドラド・ハルステッド・アンド・デンバー鉄道 （El Dorado, Halstead and Denver Railway）
- エル・ドラド・オクラホマ・アンド・チワワ鉄道 （El Dorado, Oklahoma and Chihuahua Railway）
- エル・ドラド・ソルト・プレインズ・アンド・パン・ハンドル鉄道 （El Dorado, Salt Plains and Pan Handle Railroad）
- エルク・アンド・シャトークア鉄道 （Elk and Chautauqua Railroad）
- エルク・バレー・アンド・ウェスタン鉄道 （Elk Valley and Western Railroad）
- エリジェイ鉄道 （Ellijay Railroad）
- エルスワース・アンド・アービング鉄道 （Ellsworth and Irving Railway）
- エルスワース・アンド・ライムストーン・バレー鉄道 （Ellsworth and Limestone Valley Railroad）
- エルスワース・アンド・パシフィック鉄道 （Ellsworth and Pacific Railroad）
- エルスワース・グレート・ベンド・アンド・サザン鉄道 （Ellsworth, Great Bend and Southern Railroad）
- エルスワース・グレート・ベント・アンド・ウェスタン鉄道 （Ellsworth, Great Bend and Western Railway）
- エルスワース・ラ・クロス・アンド・ウェスタン鉄道 （Ellsworth, La Crosse and Western Railway）
- エルミラ・こーニング・アンド・ウェーバリー鉄道 （Elmira, Corning and Waverly Railway）
- エル・パソ・アンド・サウスウェスタン鉄道 （EPSW: El Paso and Southwestern Railroad）
- エルウッド・パレルモ・アンド・フォート・リリー鉄道 （Elwood, Palermo and Fort Riley Railroad）
- エンパイア・アンド・ダブリン鉄道 （Empire and Dublin Railroad）
- エンポリア・アンド・カウンシル・グローブ鉄道 （Emporia and Council Grove Railway）
- エンポリア・アンド・エル・ドラド・ショート・ライン鉄道 （Emporia and El Dorado Short Line Railroad）
- エンポリア・アンド・サザン・カンザス鉄道 （Emporia and Southern Kansas Railroad）
- エンポリア・アンド・サウスウェスタン鉄道 （Emporia and Southwestern Railroad）
- エンポリア・アンド・サウス・ウェスタン鉄道 （Emporia and South Western Railway）
- エンポリア・ウィンフィールド・アンド・フォート・スミス鉄道 （Emporia, Winfield and Fort Smith Railroad）
- エングルウッド・ガーデン・シティ・レオティ・アンド・ノースウェスタン鉄道 （Englewood, Garden City, Leoti and Northwestern Railroad）
- エリー鉄道 （Erie Railroad）
- エリー・ラカワナ鉄道 （EL: Erie Lackawanna Railroad）
- エリー・セイヤー・アンド・アーカンザス・リバー鉄道 （Erie, Thayer and Arkansas River Railroad）
- ユーファウラ・アンド・クレイトン鉄道 （Eufaula and Clayton Railroad）
- ユーファウラ・アンド・イースト・アラバマ鉄道 （Eufaula and East Alabama Railway）
- ユリーカ・アンド・フォール・リバー鉄道 （Eureka and Fall River Railroad）
- ユリーカ・アンド・パリセード鉄道 （Eureka and Palisade Railroad）
- ユリーカ・オーガスタ・アンド・サウスウェスタン鉄道 （Eureka, Augusta and Southwestern Railway）
- ユリーカ・オーガスタ・アンド・ウィチタ鉄道 （Eureka, Augusta and Wichita Railway）
- ユリーカ・ダグラス・アンド・サンタ・フェ鉄道 （Eureka, Douglass and Santa Fe Railroad）

## F
- フォール・リバー・ハワード・アンド・ウェスタン鉄道 （Fall River, Howard and Western Railroad）
- フォールズ・シティ・シカモア・スプリングス・セーベサ・アンド・サウスウェスタン鉄道 （Falls City, Sycamore Springs, Sabetha and Southwestern Railway）
- ファーマーズ・アンド・ストックグロワーズ鉄道 （Farmers and Stockgrowers Railroad）
- ファーマーズ・アンド・トレーダーズ鉄道 （Farmers and Traders Railway）
- フェデラル・クリーク・バレー鉄道 （Federal Creek Valley Railroad）
- フェデラル・バレー鉄道 （Federal Valley Railroad）
- フィッツジェラルド・オシラ・アンド・ブロクストン鉄道 （Fitzgerald, Ocilla and Broxton Railroad）
- フリント・リバー・アンド・ノース・イースタン鉄道 （FR&NE: Flint River and North Eastern Railroad）（ティックナー・スイッチ・ロード（the Ticknor switch road）としても知られる）
- フリント・リバー・アンド・ガルフ鉄道 （Flint River and Gulf Railway）
- フローレンス・アンド・クリップル・クリーク鉄道 （F&CC: Florence and Cripple Creek Railroad）
- フローレンス・エル・ドラド・アンド・ウォルナット・バレー鉄道 （Florence, El Dorado and Walnut Valley Railroad）
- フロリダ・メンフィス・アンド・コロンビア・リバー鉄道 （Florida, Memphis and Columbia River Railroad）
- フラッシング・アンド・ノース・サイド鉄道 （Flushing and North Side Railroad）
- フラッシング・アンド・ウッドサイド鉄道 （Flushing and Woodside Railroad）
- フォンダ・ジョンズタウン・アンド・グラバーズビル鉄道 （Fonda, Johnstown and Gloversville Railroad）
- フォート・カウンティ・ミード・センター・アンド・サウスウェスタン鉄道 （Ford County, Meade Center and Southwestern Railroad）
- フォア・リバー鉄道 （Fore River Railroad）
- フォレスト・シティ・アンド・ゲティスバーグ鉄道 （Forest City and Gettysburg Railroad）
- フォート・ドッジ・デモイン・アンド・サザン鉄道 （Fort Dodge, Des Moines and Southern Railway）
- フォート・ギブソン・アーカンソー・シティ・ベル・プレーン・アンド・プエブロ鉄道 （Fort Gibson, Arkansas City, Belle Plaine and Pueblo Railroad）
- フォート・レブンワース・アンド・サザン鉄道 （Fort Leavenworth and Southern Railway）
- フォート・レブンワース・トピカ・アンド・サンタ・フェ鉄道 （Fort Leavenworth, Topeka and Santa Fe Railroad）
- フォート・リリー・デンバー・アンド・ソルト・レイク鉄道 （Fort Riley, Denver and Salt Lake Railroad）
- フォート・リリー・スモーキー・ヒル・バレー・アンド・デンバー・シティ鉄道 （Fort Riley, Smoky Hill Valley and Denver City Railroad）
- フォート・スコット・アンド・アレン・カウンティ鉄道 （Fort Scott and Allen County Railroad）
- フォート・スコット・アンド・カーシッジ鉄道 （Fort Scott and Carthage Railroad）
- フォート・スコット・アンド・イースタン鉄道 （Fort Scott and Eastern Railway）
- フォート・スコット・アンド・リンカーン鉄道 （Fort Scott and Lincoln Railroad）
- フォート・スコット・アンド・メンフィス鉄道 （Fort Scott and Memphis Railroad）
- フォート・スコット・アンド・ピッツバーグ鉄道 （Fort Scott and Pittsburg Railway）
- フォート・スコット・アンド・サザン鉄道 （Fort Scott and Southern Railway）
- フォート・スコット・アンド・トピカ鉄道 （Fort Scott and Topeka Railroad）
- フォート・スコット・アーカンソー・アンド・テキサス鉄道 （Fort Scott, Arkansas and Texas Railway）
- フォート・スコット・ベルト・ライン鉄道 （Fort Scott Belt Line Railway）
- フォート・スコット・ベルト・ターミナル鉄道 （Fort Scott Belt Terminal Railway）
- フォート・スコット・ブラッフ・シティ・アンド・ソルト・プレーンズ鉄道 （Fort Scott, Bluff City and Salt Plains Railroad）
- フォート・スコット・セントラル鉄道 （Fort Scott Central Railway）
- フォート・スコット・シャヌート・アンド・ウェスタン鉄道 （Fort Scott, Chanute and Western Railway）
- フォート・スコット・ディビジョン・オブ・ザ・レキシントン・レイク・アンド・ガルフ鉄道 （Fort Scott Division of the Lexington, Lake and Gulf Railroad）
- フォート・スコット・エリー・アンド・バーディグリス・リバー鉄道 （Fort Scott, Erie and Verdigris River Railroad）
- フォート・スコット・アイオラ・アンド・ネオショー・フォールズ鉄道 （Fort Scott, Iola and Neosho Falls Railway）
- フォート・スコット・アイオラ・アンド・ウェスタン鉄道 （Fort Scott, Iola and Western Railway）
- フォート・スコット・カンザス・シティ・アンド・ノーザン鉄道 （Fort Scott, Kansas City and Northern Railway）
- フォート・スコット・ネオショー・アンド・サンタ・フェ鉄道 （Fort Scott, Neosho and Santa Fe Railroad）
- フォート・スコット・ニュー・シカゴ・アンド・フレドニア鉄道 （Fort Scott, New Chicago and Fredonia Railroad）
- フォート・スコット・パーク・シティ・アンド・サンタ・フェ鉄道 （Fort Scott, Park City and Santa Fe Railroad）
- フォート・スコット・ピッツバーグ・アンド・サザン鉄道 （Fort Scott, Pittsburg and Southern Railroad）
- フォート・スコット・セント・ルイス・アンド・シカゴ鉄道 （Fort Scott, St. Louis and Chicago Railroad）
- フォート・スコット・サウス・イースタン・アンド・メンフィス鉄道 （Fort Scott, South Eastern and Memphis Railroad）
- フォート・スコット・サウス・イースタン・アンド・メンフィス鉄道 （Fort Scott, South Eastern and Memphis Railway）
- フォート・スコット・サザン鉄道 （Fort Scott Southern Railway）
- フォート・スコット・トピカ・アンド・リンカーン鉄道 （Fort Scott, Topeka and Lincoln Railroad）
- フォート・スコット・ウィチタ・アンド・ウェスタン鉄道 （Fort Scott, Wichita and Western Railroad）
- フォート・スコット・ウィンフィールド・アンド・ウェスタン鉄道 （Fort Scott, Winfield and Western Railway）
- フォート・スミス・アンド・アーカンザス・バレー鉄道 （Fort Smith and Arkansas Valley Railway）
- フォート・スミス・アンド・ウェスタン鉄道 （FS&W: Fort Smith and Western Railroad）
- フォート・スミス・エル・ドラド・アンド・ノースウェスタン鉄道 （Fort Smith, El Dorado and Northwestern Railroad）
- フォート・スミス・ハワード・アンド・ノースウェスタン鉄道 （Fort Smith, Howard and Northwestern Railroad）
- フォート・スミス・カンザス・アンド・ネブラスカ鉄道 （Fort Smith, Kansas and Nebraska Railway）
- フォート・スミス・カンザス・アンド・ウェスタン鉄道 （Fort Smith, Kansas and Western Railway）
- フォート・スミス・ウェリントン・アンド・ノースウェスタン鉄道 （Fort Smith, Wellington and Northwestern Railway）
- フォート・ワース・アンド・デンバー鉄道 （Fort Worth and Denver Railroad）
- フォックス・リバー・バレー鉄道 （Fox River Valley Railroad）
- フォックス・バレー・アンド・ウェスタン （Fox Valley and Western）
- フランクフォート・アンド・シンシナティ鉄道 （Frankfort and Cincinnati Railroad）
- フレドニア・ハワード・アンド・サウスウェスタン鉄道 （Fredonia, Howard and Southwestern Railroad）
- フレドニア・ウィンフィールド・アンド・メキシコ鉄道 （Fredonia, Winfield and Mexico Railroad）
- フレモント・エルクホーン・アンド・ミズーリ・バレー鉄道 （Fremont, Elkhorn and Missouri Valley Railroad）

## G
- ゲインズビル・ジェファーソン・アンド・サザン鉄道 （Gainesville, Jefferson and Southern Railroad）
- ガリーナ・アンド・シカゴ・ユニオン鉄道 （Galena and Chicago Union Railroad）
- ガリーナ・フロンテナク・アンド・ノーザン鉄道 （Galena, Frontenac and Northern Railroad）
- ガリーナ・ガスリー・アンド・ウェスタン鉄道 （Galena, Guthrie and Western Railway）
- ガルベストン・アンド・グレート・ノーザン鉄道 （Galveston and Great Northern Railway）
- ガーデン・シティ・コンダクター・アンド・エル・パソ鉄道 （Garden City, Conductor and El Paso Railroad）
- ガーデン・シティ・ガルフ・アンド・ノーザン鉄道 （Garden City, Gulf and Northern Railroad）
- ガーデン・シティ・ニッケル・プレート鉄道 （Garden City Nickle Plate Railway）
- ガーデン・シティ・ウェスタン鉄道 （Garden City Western Railway）
- ガーフィールド・ポーニー・バレー・アンド・コロラド鉄道 （Garfield, Pawnee Valley and Colorado Railroad）
- ガーネット・ルロイ・アンド・サウスウェスタン鉄道 （Garnett, LeRoy and Southwestern Railroad）
- ジェネシー・アンド・ワイオミング鉄道 （GNWR: Genesee and Wyoming Railroad）
- ジョージズ・クリーク・アンド・カンバーランド鉄道 （Georges Creek and Cumberland Railroad）
- ジョージズ・クリーク鉄道 （Georges Creek Railroad）
- ジョージア・アンド・アラバマ鉄道 （Georgia and Alabama Railroad）
- ジョージア・アシュバーン・シルベスター・アンド・カミラ鉄道 （Georgia, Ashburn, Sylvester and Camilla Railway）（the GAS Line）
- ジョージア・アンド・フロリダ鉄道 （G&F: Georgia and Florida Railroad）
- ジョージア・コースト・アンド・ピードモント鉄道 （Georgia Coast and Piedmont Railroad）
- ジョージア・カロライナ・アンド・ノーザン鉄道 （Georgia, Carolina and Northern Railway）
- ジョージア・イースタン鉄道 （Georgia Eastern Railway）
- ジョージア・ミッドランド・アンド・ガルフ鉄道 （Georgia Midland and Gulf Railroad）
- ジョージア・ミッドランド鉄道 （Georgia Midland Railway）
- ジョージア・ノーザン鉄道 （Georgia Northern Railway）
- ジョージア鉄道 （Georgia Railroad）
- ジョージア・サザン・アンド・フロリダ鉄道 （GS&F: Georgia Southern and Florida Railroad）
- ジョージア・サウスウェスタン・アンド・ガルフ鉄道 （Georgia, Southwestern and Gulf Railroad）
- ゲティスバーグ鉄道 （Gettysburg Railroad）
- ギウダ・スプリングス・コールドウェル・ハーパー・アンド・ノースウェスタン鉄道 （Geuda Springs, Caldwell, Harper and Northwestern Railroad）
- ギウダ・スプリングス鉄道 （Geuda Springs Railroad）
- ヒラ・バレー・グローブ・アンド・ノーザン鉄道 （Gila Valley, Globe and Northern Railway）
- ギルモア・アンド・ピッツバーグ鉄道 （Gilmore and Pittsburgh Railroad）
- ジラード・アンド・シャヌート鉄道 （Girard and Chanute Railway）
- ジラード・アンド・ノーザン鉄道 （Girard and Northern Railroad）
- ジラード・アーケーディア・アンド・ジェファーソン・シティ鉄道 （Girard, Arcadia and Jefferson City Railroad）
- ジラード・エリー・アンド・ニュー・シカゴ鉄道 （Girard, Erie and New Chicago Railway）
- ジラード・ネバダ・アンド・パーソンズ鉄道 （Girard, Nevada and Parsons Railway）
- ジラード・オセージ・ミッション・アンド・ウェスタン鉄道 （Girard, Osage Mission and Western Railroad）
- ゴールデン・ベルト・アンド・ガルフ鉄道 （Golden Belt and Gulf Railway）
- ゴールデン・ベルト鉄道 （Golden Belt Railroad）
- グランビー・アンド・サザン・カンザス鉄道 （Granby and Southern Kansas Railway）
- グランド・ラピッズ・アンド・インディアナ鉄道 （GR&I: Grand Rapids and Indiana Railroad）
- グランド・トランク鉄道 （GT: Grand Trunk Railway）（現在この会社名はカナディアン・ナショナル鉄道に使われている）
- グラスホッパー・バレー鉄道 （Grasshopper Valley Railway）
- グレイソニア・ナッシュビル・アンド・アシュダウン鉄道 （GN&A: Graysonia Nashville and Ashdown Railroad）
- グレート・ベンド・アンド・ガルフ鉄道 （Great Bend and Gulf Railway）
- グレート・ベンド・アンド・ノースイースタン鉄道 （Great Bend and Northeastern Railway）
- グレート・ベンド・ラ・クロス・アンド・ノースウェスタン鉄道 （Great Bend, La Crosse and Northwestern Railroad）
- グレート・ベンド・サザン鉄道 （Great Bend Southern Railway）
- グレート・ベンド・ウォーター・バレー・アンド・ウェスタン鉄道 （Great Bend, Water Valley and Western Railroad）
- グレート・ノーザン鉄道 （GN: Great Northern Railway）
- グリーリー・ソルト・レイク・アンド・パシフィック鉄道 （Greeley, Salt Lake and Pacific Railroad）
- グリーン・ベイ・アンド・ウェスタン鉄道 （GBW: Green Bay and Western Railroad）
- グリーンフィールド鉄道 （Greenfield Railroad）
- グリーンフィールド・アンド・ノーザン鉄道 （Greenfield and Northern Railroad）
- グリーン・カウンティ鉄道 （Greene County Railroad）
- グリーンズバーグ・コールドウォーター・アンド・ノースウェスタン鉄道 （Greensburg, Coldwater and Northwestern Railroad）
- グリーンビル・アンド・ノーザン鉄道 （Greenville and Northern Railway）
- グレノラ・セダン・アンド・エルジン鉄道 （Grenola, Sedan and Elgin Railroad）
- グラウス・クリーク鉄道 （Grouse Creek Railway）
- ガルフ・アンド・インターステート鉄道 （Gulf and Interstate Railway）
- ガルフ・アンド・ノースウェスタン鉄道 （Gulf and Northwestern Railway）
- ガルフ・アーカンソー・アンド・ノースウェスタン鉄道 （Gulf, Arkansas and Northwestern Railway）
- ガルフ・チカソー・アンド・カンザス鉄道 （Gulf, Chickasaw and Kansas Railway）
- ガルフ・コロラド・アンド・サンタ・フェ鉄道 （GCSF: Gulf, Colorado and Santa Fe Railway）
- ガルフ・ハッチンソン・アンド・ノースウェスタン鉄道 （Gulf, Hutchinson and Northwestern Railroad）
- ガルフ・ライン鉄道 （Gulf Line Railway）
- ガルフ・モービル・アンド・ノーザン鉄道 （GMN: Gulf, Mobile and Northern Railroad）
- ガルフ・モービル・アンド・オハイオ鉄道 （GM&O: Gulf, Mobile and Ohio Railroad）
- ガスリー・レノ・シティ・アンド・フォート・レノ鉄道 （Guthrie, Reno City and Fort Reno Railway）

## H
- ハルステッド・カノポリス・アンド・パシフィック鉄道 （Halstead, Kanopolis and Pacific Railroad）
- ハンプトン・アンド・ブランチビル鉄道 （Hampton and Branchville Railroad）
- ハノーバー・ブランチ鉄道 （Hanover Branch Railroad）
- ハノーバー・ワシントン・アンド・ウェスタン鉄道 （Hanover, Washington and Western Railway）
- ハーバー・ベルト・ライン （HBL: Harbor Belt Line）（ロサンゼルス港の入換用鉄道、ユニオン・パシフィック鉄道、サザン・パシフィック鉄道、アッチソン・トピカ・アンド・サンタフェ鉄道、ロサンゼルス港湾局の所有）
- ハーバー・スプリングス鉄道 （Harbor Springs Railway）（ミシガン州の材木搬出用狭軌鉄道線）
- ハーディ・ホワイト・ロック・オミック・アンド・ベロイト鉄道 （Hardy, White Rock, Omic and Beloit Railway）
- ハロルド・ガーデン・シティ・アンド・サウスウェスタン鉄道 （Harold, Garden City and Southwestern Railway）
- ハートフォード・アンド・スロコーム鉄道 （Hartford and Slocomb Railroad）
- ハートウェル鉄道 （Hartwell Railway）
- ハーベイ・カウンティ鉄道 （Harvey County Railroad）
- ホーキンスビル・アンド・フロリダ・サザン鉄道 （Hawkinsville and Florida Southern Railway）
- ヘイズ・シティ・アンド・グレート・ノーザン鉄道 （Hays City and Great Northern Railway）
- ヘイズ・シティ・アンド・サウスウェスタン鉄道 （Hays City and Southwestern Railway）
- ハバナ・ランツール・アンド・イースタン鉄道 （Havana, Rantoul and Eastern Railway）（狭軌）
- ヒギンズ・パーク鉄道 （Higgins Park Railway）
- ハイランド・アンド・セント・ジョセフ・レールロード （Highland and St. Joseph Railroad）
- ハイランド・アンド・セント・ジョセフ・レールウェイ （Highland and St. Joseph Railway）
- ヒルズボロ・アンド・ノースイースタン鉄道 （Hillsboro and Northeastern Railway）
- ホッキング・バレー鉄道 （Hocking Valley Railway）
- ホルトン・カウンシル・グローブ・アンド・サウスウェスタン鉄道 （Holton, Council Grove and Southwestern Railway）
- フーサック・トンネル・アンド・ウィルミントン鉄道 （Hoosac Tunnel and Wilmington Railroad）
- ヒューストン・アンド・テキサス・セントラル鉄道 （Houston and Texas Central Railroad）
- ホクシー・アンド・トリニダッド鉄道 （Hoxie and Trinidad Railroad）
- ハドソン・リバー鉄道 （Hudson River Railroad）
- ハンボルト・アンド・アーカンザス・リバー鉄道 （Humboldt and Arkansas River Railroad）
- ハンボルト・アンド・バクスター・スプリングス鉄道 （Humboldt and Baxter Springs Railroad）
- ハンボルト・アンド・フレドニア鉄道 （Humboldt and Fredonia Railway）
- ハンボルト・アンド・サウスウェスタン鉄道 （Humboldt and Southwestern Railroad）
- ハンボルト・アンド・ウェスタン鉄道 （Humboldt and Western Railway）
- ハンボルト・フレドニア・ウィンフィールド・アンド・アーカンザス・シティ鉄道 （Humboldt, Fredonia, Winfield and Arkansas City Railway）
- ハンボルト・ネオショー・カウンティ・アンド・コロンバス鉄道 （Humboldt, Neosho County and Columbus Railway）
- ハンボルド・レールウェイ・アンド・ターミナル・カンパニー （Humboldt Railway and Terminal Company）
- ハンティンドン・アンド・ブロード・トップ・マウンテン鉄道 （Huntingdon and Broad Top Mountain Railroad）
- ハッチンソン・アンド・ノース・イースタン鉄道（Hutchinson and North Eastern Railroad）
- ハッチンソン・アンド・ノーザン鉄道 （Hutchinson and Northern Railway）
- ハッチンソン・アンド・サウス・イースタン鉄道 （Hutchinson and South Eastern Railroad）
- ハッチンソン・アンド・ウェスタン・インターアーバン鉄道 （Hutchinson and Western Interurban Railway）
- ハッチンソン・アーリントン・サラトガ・アンド・サウスウェスタン鉄道 （Hutchinson, Arlington, Saratoga and Southwestern Railroad）
- ハッチンソン・アシュランド・アンド・ニュートラル・ストリップ鉄道 （Hutchinson, Ashland and Neutral Strip Railroad）
- ハッチンソン・ラーンド・ガーデン・シティ・アンド・デンバー鉄道 （Hutchinson, Larned, Garden City and Denver Railroad）
- ハッチンソン・グリーンズバーグ・アンド・ニューメキシコ鉄道 （Hutchinson, Greensburg and New Mexico Railroad）
- ハッチンソン・グリーンズバーグ・アンド・ウェスタン鉄道 （Hutchinson, Greensburg and Western Railway）
- ハッチンソン・ハンツビル・アンド・ウェスタン鉄道 （Hutchinson, Huntsville and Western Railroad）
- ハッチンソン・ウォータールー・アンド・サウスウェスタン鉄道 （Hutchinson, Waterloo and Southwestern Railroad）

## I
- イリノイ・セントラル鉄道 （IC: Illinois Central Railroad）
- イリノイ・セントラル・ガルフ鉄道 （ICG: Illinois Central Gulf Railroad）
- イリノイ・ターミナル鉄道 （ITC: Illinois Terminal Railroad）
- インディペンデンス・アンド・パーソンズ鉄道 （Independence and Parsons Railway）
- インディペンデンス・アンド・サウス・ウェスタン鉄道 （Independence and South-Western Railroad）
- インディペンデンス・アンド・バーディグリス・バレー鉄道 （Independence and Verdigris Valley Railway）
- インディペンデンス・コロラド・アリゾナ・アンド・パシフィック鉄道 （Independence, Colorado, Arizona and Pacific Railroad）
- インディペンデンス・ネオデシャ・アンド・トピカ・トラクション・カンパニー （Independence, Neodesha and Topeka Traction Company）
- インディペンデンス・ノース・アンド・サウス鉄道 （Independence, North and South Railway）
- インディアン・テリトリー・アンド・カンザス・セントラル鉄道 （Indian Territory and Kansas Central Railroad）
- インディアナ鉄道 （Indiana Railroad）
- インディアナ・インターステート鉄道 （Indiana Interstate Railroad）
- インディアナポリス・ペルー・アンド・シカゴ鉄道 （Indianapolis, Peru and Chicago Railway）
- インナー・ベルト鉄道 （Inner Belt Railway）
- インナー・シティ・ターミナル鉄道 （Inter City Terminal Railway）
- インターステート・レール・ロード・カンパニー （Inter-State Rail Road Company）
- インターナショナル・グレート・ノーザン鉄道 （IGN: International-Great Northern Railroad）
- インターナショナル・パシフィック鉄道 （International Pacific Railway）
- インターステート・アンド・デンバー鉄道 （Interstate and Denver Railroad）
- インターステート・ベルト鉄道 （Interstate Belt Railway）
- インターステート・レールロード （Interstate Railroad）
- インターステート・レールウェイ （Interstate Railway）
- アイオラ・アンド・アーカンザス・バレー鉄道 （Iola and Arkansas Valley Railroad）
- アイオワ・シカゴ・アンド・イースタン鉄道 （Iowa, Chicago and Eastern Railroad）
- アイオワ・ポイント・ハイアワサ・アンド・デンバー・シティ鉄道 （Iowa Point, Hiawatha and Denver City Railroad）
- アイオワ・アンド・セントルイス鉄道 （I&StL: Iowa and Saint Louis Railroad）

## J
- ジェファーソン・シティ・アンド・ネオショー・バレー鉄道 （Jefferson City and Neosho Valley Railroad）
- ジェファーソン・シティ・フォート・スコット・アンド・サウスウェスタン鉄道 （Jefferson City, Fort Scott and Southwestern Railroad）
- ジェファーソン・シティ・カンザス・アンド・オクラホマ鉄道 （Jefferson City, Kansas and Oklahoma Railroad）
- ジェファーソン・シティ・オセージ・アンド・ネオショー・バレー鉄道 （Jefferson City, Osage and Neosho Valley Railway）
- ジョンソン・カウンティ鉄道 （Johnson County Railroad）
- ジョプリン・アンド・ガレナ鉄道 （Joplin and Galena Railway）
- ジョプリン・アンド・ショート・クリーク鉄道 （Joplin and Short Creek Railroad）
- ジョプリン・ピッツバーグ鉄道 （Joplin-Pittsburg Railroad）
- ジョプリン・レールロード （Joplin Railroad）
- ジョプリン・レールウェイ （Joplin Railway）
- ジャンクション・シティ・アンド・フォート・キアニー鉄道 （Junction City and Fort Kearney Railway）
- ジャンクション・シティ・アンド・オマハ・レールロード （Junction City and Omaha Railroad）
- ジャンクション・シティ・アンド・オマハ・レールウェイ （Junction City and Omaha Railway）
- ジャンクション・シティ・ホープ・アンド・マクファーソン・エア・ライン鉄道 （Junction City, Hope and McPherson Air Line Railroad）
- ジャンクション・シティ・ソロモン・バレー・アンド・デンバー鉄道 （Junction City, Solomon Valley and Denver Railway）

## K
- カラマズー・レイク・ショア・アンド・シカゴ鉄道 （KLS&C: Kalamazoo, Lake Shore and Chicago Railroad）
- カラマズー・アンド・サウス・ヘブン鉄道 （K&SH: Kalamazoo and South Haven Railroad）
- カノポリス・アンド・カンザス・セントラル鉄道 （Kanopolis and Kansas Central Railway）
- カンカキー・ビーバービル・アンド・サザン鉄道 （KB&S: Kankakee, Beaverville and Southern Railroad）
- カンザス・エア・ライン鉄道 （Kansas Air Line Railway）
- カンザス・アンド・アリゾナ鉄道 （Kansas and Arizona Railway）
- カンザス・アンド・アーカンザス・バレー鉄道 （Kansas and Arkansas Valley Railway）
- カンザス・アンド・チャプマン・バレー鉄道 （Kansas and Chapman Valley Railway）
- カンザス・アンド・コロラド・エア・ライン鉄道 （Kansas and Colorado Air Line Railroad）
- カンザス・アンド・コロラド鉄道 （Kansas and Colorado Railroad）
- カンザス・アンド・コロラド・ミッドランド鉄道 （Kansas and Colorado Midland Railway）
- カンザス・アンド・コロラド・パシフィック鉄道 （Kansas and Colorado Pacific Railway）
- カンザス・アンド・ガルフ鉄道 （Kansas and Gulf Railway）
- カンザス・アンド・メンフィス鉄道 （Kansas and Memphis Railway）
- カンザス・アンド・ミズーリ・セントラル鉄道 （Kansas and Missouri Central Railroad）
- カンザス・アンド・ミズーリ・ミネラル鉄道 （Kansas and Missouri Mineral Railway）
- カンザス・アンド・ミズーリ鉄道 （Kansas and Missouri Railway）
- カンザス・アンド・ミズーリ・レールウェイ・アンド・ターミナル・カンパニー （Kansas and Missouri Railway and Terminal Company）
- カンザス・アンド・ミズーリ・ターミナル鉄道 （Kansas and Missouri Terminal Railway）
- カンザス・アンド・ネブラスカ・セントラル・レールロード （Kansas and Nebraska Central Railroad）
- カンザス・アンド・ネブラスカ・セントラル・レールウェイ （Kansas and Nebraska Central Railway）
- カンザス・アンド・ネブラスカ鉄道 （Kansas and Nebraska Railway）
- カンザス・アンド・ネブラスカ・レールウェイ・カンパニー・オブ・カンザス （Kansas and Nebraska Railway Company of Kansas）
- カンザス・アンド・ネオショー・バレー鉄道 （Kansas and Neosho Valley Railroad）
- カンザス・アンド・ニューメキシコ鉄道 （Kansas and New Mexico Railroad）
- カンザス・アンド・ノーザン・レールウェイ・アンド・テレグラフ・カンパニー （Kansas and Northern Railway and Telegraph Company）
- カンザス・アンド・ノースウェスタン鉄道 （Kansas and Northwestern Railway）
- カンザス・アンド・オクラホマ鉄道 （Kansas and Oklahoma Railroad）
- カンザス・アンド・パンハンドル鉄道 （Kansas and Panhandle Railroad）
- カンザス・アンド・リオ・グランデ鉄道 （Kansas and Rio Grande Railroad）
- カンザス・アンド・サウスイースタン鉄道 （Kansas and Southeastern Railroad）
- カンザス・アンド・サウスイースタン・レールウェイ・アンド・テレグラフ・カンパニー （Kansas and Southeastern Railway and Telegraph Company）
- カンザス・アンド・サザン・レールロード （Kansas and Southern Railroad）
- カンザス・アンド・サザン・レールウェイ （Kansas and Southern Railway）
- カンザス・アンド・サウスウェスタン鉄道 （Kansas and Southwestern Railway）
- カンザス・アンド・テキサス・パン・ハンドル鉄道 （Kansas and Texas Pan Handle Railroad）
- カンザス・アリゾナ・アンド・パシフィック鉄道 （Kansas, Arizona and Pacific Railroad）
- カンザス・ベルト鉄道 （Kansas Belt Railway）
- カンザス・ブルーミントン・アンド・ノースウェスタン鉄道 （Kansas, Bloomington and Northwestern Railroad）
- カンザス・セントラル・アンド・サウスウェスタン鉄道 （Kansas Central and Southwestern Railroad）
- カンザス・セントラル鉄道 （Kansas Central Railroad）
- カンザス・セントラル鉄道 (狭軌) （Kansas Central Railway）
- カンザス・シティ・アンド・アーカンザス・バレー・ショート・ライン鉄道 （Kansas City and Arkansas Valley Short Line Railroad）
- カンザス・シティ・アンド・エンポリア鉄道 （Kansas City and Emporia Railroad）
- カンザス・シティ・アンド・カンザス・サウスウェスタン鉄道 （Kansas City and Kansas Southwestern Railway）
- カンザス・シティ・アンド・レブンワース鉄道 （Kansas City and Leavenworth Railway）
- カンザス・シティ・アンド・メンフィス鉄道 （Kansas City and Memphis Railroad）
- カンザス・シティ・アンド・ノース・ベルト鉄道 （Kansas City and North Belt Railway）
- カンザス・シティ・アンド・オラース鉄道 （Kansas City and Olathe Railroad）
- カンザス・シティ・アンド・パンハンドル鉄道 （Kansas City and Panhandle Railroad）
- カンザス・シティ・アンド・パシフィック鉄道 （Kansas City and Pacific Railroad）
- カンザス・シティ・アンド・サンタ・フェ・レールロード・アンド・テレグラフ・カンパニー （Kansas City and Santa Fe Railroad and Telegraph Company]）
- カンザス・シティ・アンド・サザン鉄道 （Kansas City and Southern Railroad）
- カンザス・シティ・アンド・サザン・ショート・ライン鉄道 （Kansas City and Southern Short Line Railroad）
- カンザス・シティ・アンド・サウスウェスタン・レールロード （Kansas City and Southwestern Railroad）
- カンザス・シティ・アンド・サウスウェスタン・レールウェイ （Kansas City and Southwestern Railway）
- カンザス・シティ・アンド・トピカ・レールロード （Kansas City and Topeka Railroad）
- カンザス・シティ・アンド・トピカ・レールウェイ （Kansas City and Topeka Railway）
- カンザス・シティ・アンド・ウェリントン・エア・ライン鉄道 （Kansas City and Wellington Air Line Railway）
- カンザス・シティ・アンド・ウェスタン鉄道 （Kansas City and Western Railroad）
- カンザス・シティ・オーガスタ・アンド・サザン鉄道 （Kansas City, Augusta and Southern Railroad）
- カンザス・シティ・オーガスタ・ウェリントン・アンド・パン・ハンドル鉄道 （Kansas City, Augusta, Wellington and Pan Handle Railway）
- カンザス・シティ・ボールドウィン・シティ・アンド・エンポリア鉄道 （Kansas City, Baldwin City and Emporia Railroad）
- カンザス・シティ・ベルト鉄道 （Kansas City Belt Railway）
- カンザス・シティ・ボナー・スプリングス・アンド・トピカ鉄道 （Kansas City, Bonner Springs and Topeka Railway）
- カンザス・シティ・バーリンゲーム・アンド・ウェスタン鉄道 （Kansas City, Burlingame and Western Railway）
- カンザス・シティ・バーリントン・アンド・サウスウェスタン・レールウェイ・アンド・テレグラフ （Kansas City, Burlington and Southwestern Railway and Telegraph Co.）
- カンザス・シティ・クリントン・アンド・スプリングフィールド鉄道 （Kansas City, Clinton and Springfield Railway）
- カンザス・シティ・コロラド・アンド・テキサス鉄道 （Kansas City, Colorado and Texas Railroad）
- カンザス・シティ・コネクティング鉄道 （Kansas City Connecting Railway）
- カンザス・シティ・エルク・フォールズ・アンド・エル・パソ鉄道 （Kansas City, Elk Falls and El Paso Railroad）
- カンザス・シティ・エンポリア・アンド・サザン鉄道 （Kansas City, Emporia and Southern Railway）
- カンザス・シティ・エンポリア・アンド・ウォルナット・バレー鉄道 （Kansas City, Emporia and Walnut Valley Railroad）
- カンザス・シティ・エンポリア・エル・ドラド・アンド・ミッドランド鉄道 （Kansas City, Emporia, El Dorado and Midland Railway）
- カンザス・シティ・ユリーカ・アンド・サンタ・フェ鉄道 （Kansas City, Eureka and Santa Fe Railroad）
- カンザス・シティ・フォレスト・レイク・アンド・ボナー・スプリングス鉄道 （Kansas City, Forest Lake and Bonner Springs Railway）
- カンザス・シティ・フォート・スコット・アンド・ガルフ鉄道 （Kansas City, Fort Scott and Gulf Railroad）
- カンザス・シティ・フォート・スコット・アンド・メンフィス鉄道 （Kansas City, Fort Scott and Memphis Railroad）
- カンザス・シティ・フォート・スコット・アンド・スプリングフィールド鉄道 （Kansas City, Fort Scott and Springfield Railroad）
- カンザス・シティ・フォート・スミス・アンド・サザン鉄道 （Kansas City, Fort Smith and Southern Railroad）
- カンザス・シティ・インディアン・テリトリー・アンド・ルイジアナ鉄道 （Kansas City, Indian Territory and Louisiana Railroad）
- カンザス・シティ・アイオワ・アンド・ミネソタ鉄道 （Kansas City, Iowa and Minnesota Railway）
- カンザス・シティ・ジャンクション鉄道 （Kansas City Junction Railroad）
- カンザス・シティ・ラマー・アンド・デンバー鉄道 （Kansas City, Lamar and Denver Railroad）
- カンザス・シティ・ローレンス・アンド・ネブラスカ鉄道 （Kansas City, Lawrence and Nebraska Railway）
- カンザス・シティ・ローレンス・アンド・サウスウェスタン鉄道 （Kansas City, Lawrence and Southwestern Railroad）
- カンザス・シティ・ローレンス・アンド・ウィチタ鉄道 （Kansas City, Lawrence and Wichita Railroad）
- カンザス・シティ・レブンワース・アンド・アッチソン鉄道 （Kansas City, Leavenworth and Atchison Railway）
- カンザス・シティ・リンク鉄道 （Kansas City Link Railway）
- カンザス・シティ・リン・アンド・サザン鉄道 （Kansas City, Linn and Southern Railroad）
- カンザス・シティ・メンフィス・アンド・バーミングハム鉄道 （KCM&B: Kansas City, Memphis and Birmingham Railroad）
- カンザス・シティ・メキシコ・アンド・オリエント鉄道 （KCM&O: Kansas City, Mexico and Orient Railway）
- カンザス・シティ・モネ・アンド・サザン鉄道 （Kansas City, Monett and Southern Railway）
- カンザス・シティ・ネブラスカ・アンド・ウェスタン鉄道 （Kansas City, Nebraska and Western Railroad）
- カンザス・シティ・ノースイースタン・アンド・ガルフ鉄道 （Kansas City, Northeastern and Gulf Railway）
- カンザス・シティ・ノースウェスタン・レールロード （Kansas City Northwestern Railroad）
- カンザス・シティ・ノースウェスタン・レールウェイ （Kansas City Northwestern Railway）
- カンザス・シティ・オクラホマ・アンド・アーカンソー・パス鉄道 （Kansas City, Oklahoma and Arkansas Pass Railroad）
- カンザス・シティ・オクラホマ・アンド・パシフィック鉄道 （Kansas City, Oklahoma and Pacific Railway）
- カンザス・シティ・オラース鉄道 （Kansas City, Olathe Railway）
- カンザス・シティ・オラース・アンド・サザン鉄道 （Kansas City, Olathe and Southern Railway）
- カンザス・シティ・オセオラ・アンド・サザン鉄道 （Kansas City, Osceola and Southern Railway）
- カンザス・シティ・オスカルーサ・アンド・ウェスタン鉄道 （Kansas City, Oskaloosa and Western Railway）
- カンザス・シティ・ピッツバーグ・アンド・フォート・スミス鉄道 （Kansas City, Pittsburg and Fort Smith Railway）
- カンザス・シティ・ピッツバーグ・アンド・ガルフ鉄道 （Kansas City, Pittsburg and Gulf Railroad）
- カンザス・シティ・ピッツバーグ・アンド・ウェスタン鉄道 （Kansas City, Pittsburg and Western Railroad）
- カンザス・シティ・リッチフィールド・アンド・トリニダッド鉄道 （Kansas City, Richfield and Trinidad Railroad)
- カンザス・シティ・サザン鉄道　(Kansas City Southern Railroad)
- カンザス・シティ・スプリングリールド・アンド・メンフィス鉄道 （Kansas City, Springfield and Memphis Railroad)
- カンザス・シティ・ターミナル鉄道 （KCT: Kansas City Terminal Railway）
- カンザス・シティ・トピカ・アンド・ノースウェスタン鉄道 （Kansas City, Topeka and Northwestern Railroad）
- カンザス・シティ・トピカ・アンド・ウェスタン鉄道 （Kansas City, Topeka and Western Railroad）
- カンザス・シティ・ウォルナット・アンド・サウスウェスタン鉄道 （Kansas City, Walnut and Southwestern Railway）
- カンザス・シティ・ワトキンス・アンド・ガルフ鉄道 （Kansas City, Watkins and Gulf Railway）
- カンザス・シティ・ウィチタ・アンド・インディアン・テリトリー・エア・ライン鉄道 （Kansas City, Wichita and Indian Territory Air Line Railway）
- カンザス・シティ・ワイアンドット・アンド・ノースウェスタン・レールロード （Kansas City, Wyandotte and Northwestern Railroad）
- カンザス・シティ・ワイアンドット・アンド・ノースウェスタン・レールウェイ (Kansas City, Wyandotte and Northwestern Railway)

- カンザス・コール・ベルト鉄道 （Kansas Coal Belt Railroad）
- カンザス・コロラド・アンド・カリフォルニア鉄道 （Kansas, Colorado and California Railway）
- カンザス・コロラド・アンド・パシフィック鉄道 （Kansas, Colorado and Pacific Railroad）
- カンザス・コロラド・アンド・パシフィック鉄道 （Kansas, Colorado and Pacific Railway）
- カンザス・コロラド・アンド・テキサス鉄道 （Kansas, Colorado and Texas Railroad）
- カンザス・ディアゴナル鉄道 （Kansas Diagonal Railway）
- カンザス・ガラティア・アンド・スモーキー・バレー鉄道 （Kansas, Galatia and Smoky Valley Railway）
- カンザス・ローレンス・アンド・トピカ鉄道 （Kansas, Lawrence and Topeka Railway）
- カンザス・メディスン・バレー・アンド・ウェスタン鉄道 （Kansas, Medicine Valley and Western Railway）
- カンザス・マイアミ・アンド・サザン鉄道 （Kansas, Miami and Southern Railway）
- カンザス・ミッドランド・レールロード （Kansas Midland Rail Road）
- カンザス・ミッドランド・レールウェイ （Kansas Midland Railway）
- カンザス・ミズーリ・アンド・サウスイースタン鉄道 （Kansas, Missouri and Southeastern Railway）
- カンザス・ミズーリ・アーカンソー・アンド・ナチェズ鉄道 （Kansas, Missouri, Arkansas and Natchez Railroad）
- カンザス・ネブラスカ・アンド・ダコタ鉄道 （Kansas, Nebraska and Dakota Railway）
- カンザス・ネブラスカ・アンド・ミネソタ鉄道 （Kansas, Nebraska and Minnesota Railroad）
- カンザス・ネブラスカ・アンド・オマハ鉄道 （Kansas, Nebraska and Omaha Railway）
- カンザス・ノーザン鉄道 （Kansas Northern Railway）
- カンザス・ノースウェスタン・レールロード （Kansas Northwestern Railroad）
- カンザス・ノースウェスタン・レールウェイ （Kansas Northwestern Railway）
- カンザス・オデッサ・フォート・ストックトン・アンド・サン・アントニオ鉄道 （Kansas, Odessa, Fort Stockton and San Antonio Railway）
- カンザス・オクラホマ・アンド・ガルフ鉄道 （KO&G: Kansas, Oklahoma and Gulf Railway）
- カンザス・オクラホマ・アンド・テキサス鉄道 （Kansas, Oklahoma and Texas Railway）
- カンザス・パシフィック鉄道 （Kansas Pacific Railway）
- カンザス・スコット・シティ・アンド・コロラド鉄道 （Kansas, Scott City and Colorado Railroad）
- カンザス・ソロモン・バレー・アンド・コロラド鉄道 （Kansas, Solomon Valley and Colorado Railway）
- カンザス・サザン・アンド・ガルフ鉄道 （Kansas Southern and Gulf Railroad）
- カンザス・サザン・アンド・テキサス鉄道 （Kansas Southern and Texas Railroad）
- カンザス・サザン・レール・ロード （Kansas Southern Rail Road）
- カンザス・サザン・レールロード （Kansas Southern Railroad）
- カンザス・サウスウェスタン・アンド・スカンディア・サザン鉄道 （Kansas Southwestern and Scandia Southern Railway）
- カンザス・サウスウェスタン鉄道 （Kansas Southwestern Railroad）
- カンザス・サウスウェスタン鉄道 （Kansas Southwestern Railway）
- カンザス・ステート・ライン鉄道 （Kansas State Line Railway）
- カンザス・テキサス・アンド・メキシカン鉄道 （Kansas, Texas and Mexican Railway）
- カンザス・テキサス・アンド・メキシコ鉄道 （Kansas, Texas and Mexico Railway）
- カンザス・テキサス・アンド・サザン鉄道 （Kansas, Texas and Southern Railway）
- カンザス・バレー鉄道 （Kansas Valley Railroad）
- カンザス・ウェスタン鉄道 （Kansas Western Railway）
- コー・リバー・バレ鉄道 （Kaw River Valley Railway）
- コー・バレー・アンド・サウスウェスタン鉄道 （Kaw Valley and Southwestern Railroad）
- コー・バレー鉄道 （Kaw Valley Railroad）
- コー・バレー・レールウェイ・アンド・インプルーブメント・カンパニー （Kaw Valley Railway and Improvement Company）
- キアニー・アンド・ブラック・ヒルズ鉄道 （Kearney and Black Hills Railway）
- キアニー・ハッチンソン・アンド・ガルフ鉄道 （Kearney, Hutchinson and Gulf Railway）
- ケノーシャ・アンド・ロックフォード鉄道 （Kenosha and Rockford Railroad）
- ケンタッキー・アンド・テネシー鉄道 （Kentucky and Tennessee Railway）
- キオカク・ジャンクション鉄道 （Keokuk Junction Railroad）
- ケトル・バレー鉄道 （Kettle Valley Railway）
- キングマン・アンド・ノースイースタン鉄道 （Kingman and Northeastern Railroad）
- キングマン・アンド・サウスウェスタン鉄道 （Kingman and Southwestern Railway）
- キングマン・ラーンド・アンド・ノースウェスタン鉄道 （Kingman, Larned and Northwestern Railroad）
- キングマン・プラット・アンド・ウェスタン鉄道 （Kingman, Pratt and Western Railroad）
- カイオワ・ハードナー・アンド・パシフィック鉄道 （Kiowa, Hardtner and Pacific Railroad）
- コダック・パーク鉄道 （KPRR: Kodak Park Railroad）

## L
- ラカワナ・アンド・ブルームスバーグ鉄道 （Lackawanna and Bloomsburg Railroad）
- レイク・ミシガン・アンド・インディアナ鉄道 （LMIC: Lake Michigan and Indiana Railroad）
- レイク・ショア・アンド・ミシガン・サザン鉄道 （LS&MS: Lake Shore and Michigan Southern Railway）
- レイク・スペリオル・アンド・イシュペミング鉄道 （LS&I: Lake Superior and Ishpeming Railroad）
- レイク・ビュー・アンド・コラマー鉄道 （Lake View and Collamer Railroad）
- レイクサイド・アンド・マーブルヘッド鉄道 （Lakeside and Marblehead Railroad）
- レイキン・ショッキービル・アンド・トリニダッド鉄道 （Lakin, Shoockeyville and Trinidad Railway）
- ランカスター・アンド・チェスター鉄道 （Lancaster and Chester Railway）
- ランカスター・オクスフォード・アンド・サザン・レールロード （Lancaster, Oxford and Southern Railroad）
- ランカスター・オクスフォード・アンド・サザン・レールウェイ （Lancaster, Oxford and Southern Railway）
- ランシング・レブンワース・シティ・アンド・フォート・レブンワース鉄道 （Lansing, Leavenworth City and Fort Leavenworth Railroad）
- ラーンド・アンド・ノースウェスタン鉄道 （Larned and Northwestern Railroad）
- ラーンド・ラ・クロス・アンド・ノースウェスタン鉄道 （Larned, La Crosse and Northwestern Railway）
- ラーンド・ネス・シティ・アンド・ウェスタン鉄道 （Larned, Ness City and Western Railway）
- ローレル・フォーク鉄道 （Laurel Fork Railway）
- ローリンバーグ・アンド・サザン鉄道 （Laurinburg and Southern Railroad）
- ローレンス・アンド・カーボンデール鉄道 （Lawrence and Carbondale Railroad）
- ローレンス・アンド・エンポリア鉄道 （Lawrence and Emporia Railway）
- ローレンス・アンド・トピカ鉄道 （Lawrence and Topeka Railway）
- リーハイ・アンド・ハドソン・リバー鉄道 （Lehigh and Hudson River Railway）
- リーハイ・アンド・ニュー・イングランド鉄道 （Lehigh and New England Railroad）
- リーハイー・バレー鉄道 （LV: Lehigh Valley Railroad）
- レブンワース・アッチソン・アンド・ノース・ウェスタン鉄道 （Leavenworth, Atchison and North Western Railroad）
- レブンワース・カンザス・アンド・ウェスタン鉄道 （Leavenworth, Kansas and Western Railway）
- レブンワース・ノース・アンド・サザン鉄道 （Leavenworth, North and Southern Railway）
- レブンワース・ターミナル・レールウェイ・アンド・ブリッジ （Leavenworth Terminal Railway and Bridge Co.）
- レブンワース・トピカ・アンド・サウス・ウェスタン鉄道 （Leavenworth, Topeka and South Western Railway）
- ルロイ・アンド・ケーニー・バレー・エア・ライン鉄道 （LeRoy and Caney Valley Air Line Railroad）
- ルロイ・アンド・ウェスタン鉄道 （LeRoy and Western Railway）
- レキシントン・アンド・ウェスト・ケンブリッジ鉄道 （Lexington and West Cambridge Railroad）
- リゴニア・バレー鉄道 （Ligonier Valley Railroad）
- リッチフィールド・アンド・マディソン鉄道 （Litchfield and Madison Railroad）
- ライブ・オーク・ペリー・アンド・ガルフ鉄道 （Live Oak, Perry and Gulf Railroad）
- ライブ・オーク・ペリー・アンド・サウス・ジョージア鉄道 （Live Oak, Perry and South Georgia Railroad）
- リボニア・エーボン・アンド・レイクビル鉄道 （Livonia, Avon and Lakeville Railroad）
- ローガンビル・アンド・ローレンスビル鉄道 （Loganville and Lawrenceville Railroad）
- ロング・ビーチ・マリン鉄道 （Long Beach Marine Railway Company]）
- ロサンゼルス・アンド・ソルト・レイク鉄道 （Los Angeles and Salt Lake Railroad）
- ロサンゼルス・ジャンクション鉄道 （LAJ: Los Angeles Junction Railroad）
- ルイジアナ・アンド・アーカンソー鉄道 （Louisiana and Arkansas Railway）
- ルイジアナ・サザン鉄道 （Louisiana Southern Railway）
- ルイビル・シンシナティ・アンド・チャールストン鉄道 （Louisville, Cincinnati and Charleston Railroad）
- ルイビル・ニュー・オールバニー・アンド・クロイドン鉄道 （LNAC: Louisville, New Albany and Croydon Railroad）
- ルイビル・アンド・ナッシュビル鉄道 （L&N: Louisville and Nashville Railroad）
- ルディントン・アンド・ノーザン鉄道 （L&N: Ludington and Northern Railway）（"Dummy Train"）

## M
- マコーム・アンド・ウェスタン・イリノイ鉄道 （Macomb and Western Illinois Railroad）
- メーコン・アンド・アトランティック鉄道 （Macon and Atlantic Railway）
- メーコン・アンド・バーミングハム鉄道 （Macon and Birmingham Railway）（Macon and Birmingham Railroadの時代あり）
- メーコン・アンド・ノーザン・レールロード （Macon and Northern Railroad）
- メーコン・アンド・ノーザン・レールウェイ （Macon and Northern Railway）
- メーコン・ダブリン・アンド・サバンナ鉄道 （MD&S: Macon, Dublin and Savannah Railroad）
- マッド・リバー・アンド・レイク・エリー鉄道 （Mad River and Lake Erie Railroad）
- メーン・セントラル鉄道 （MEC: Maine Central Railroad）
- マグマ・アリゾナ鉄道 （MAA: Magma Arizona Railroad）
- マンハッタン・アルマ・アンド・バーリンゲーム鉄道 （Manhattan, Alma and Burlingame Railway）
- マンハッタン・アンド・ブルー・バレー鉄道 （Manhattan and Blue Valley Railroad）
- マンハッタン・アンド・シカゴ鉄道 （Manhattan and Chicago Railway）
- マンハッタン・アンド・ネブラスカ鉄道 （Manhattan and Nebraska Railroad）
- マンハッタン・アンド・サザン鉄道 （Manhattan and Southern Railroad）
- マンハッタン・ニュートン・アンド・ガルフ鉄道 （Manhattan, Newton and Gulf Railroad）
- マレー・デ・シーニュ・バレー鉄道 （Marais des Cygnes Valley Railway）
- マーセラス・アンド・オティスコ・レイク鉄道 （Marcellus and Otisco Lake Railway）
- マリオン・アンド・マクファーソン・エクステンション鉄道 （Marion and McPherson Extension Railroad）
- マリオン・アンド・マクファーソン・レールロード （Marion and McPherson Railroad）
- マリオン・アンド・マクファーソン・レールウェイ （Marion and McPherson Railway）
- マリオン・ベルト・アンド・チンガサワ鉄道 （Marion Belt and Chingawasa Railroad）
- マリエッタ・アンド・シンシナティ鉄道 （M&C: Marietta and Cincinnati Railroad）
- マリエッタ・アンド・ビンセント鉄道 （M&V: Marietta and Vincent Railroad）
- マリエッタ・アンド・ノース・ジョージア鉄道 （Marietta and North Georgia Railroad）
- マリエッタ・カントン・アンド・エリジェイ鉄道 （Marietta, Canton and Ellijay Railroad）
- マリエッタ・コロンバス・アンド・クリーブランド鉄道 （MCC: Marietta, Columbus and Cleveland Railroad）
- マリオン・ハッチンソン・アンド・サウスウェスタン鉄道 （Marion, Hutchinson and Southwestern Railroad）
- マリオン・リバー・キャリー鉄道 （Marion River Carry Railroad）
- マーシャル・カウンティ鉄道 （Marshall County Railway）
- マーシャルタウン・アンド・ダコタ鉄道 （Marshalltown and Dakota Railroad）
- メリーランド・アンド・ペンシルバニア鉄道 （Maryland and Pennsylvania Railroad）（Ma and Pa）
- メリーズビル・アンド・ブルー・バレー鉄道 （Marysville and Blue Valley Railroad）
- メリーズビル・アンド・デンバー・シティ鉄道 （Marysville and Denver City Railroad）
- メリーズビル・オア・パルメット・アンド・ローズポート鉄道 （Marysville or Palmetto and Roseport Railroad）
- メリーズビル・トピカ・アンド・メンフィス鉄道 （Marysville, Topeka and Memphis Railroad）
- メリーズビル・ワシントン・アンド・デンバー・シティ鉄道 （Marysville, Washington and Denver City Railroad）
- マクファーソン・アンド・ガルフ鉄道 （McPherson and Gulf Railway）
- マクファーソン・アンド・サウスウェスタン鉄道 （McPherson and Southwestern Railroad）
- マクファーソン・ハッチンソン・アンド・サウスウェスタン鉄道 （McPherson, Hutchinson and Southwestern Railroad）
- マクファーソン・キングマン・アンド・フォート・ワース鉄道 （McPherson, Kingman and Fort Worth Railroad）
- ミード・センター・シマロン・バレー・アンド・トリニダッド鉄道 （Meade Center, Cimarron Valley and Trinidad Railway）
- メディスン・バレー鉄道 （Medicine Valley Railway）
- メンフィス・アンド・チャールストン鉄道 （Memphis and Charleston Railroad）
- メンフィス・アンド・エルスワーズ鉄道 （Memphis and Ellsworth Railroad）
- メンフィス・アンド・リトル・ロック鉄道 （Memphis and Little Rock Railroad）
- メンフィス・アンド・ノースウェスタン鉄道 （Memphis and Northwestern Railroad）
- メンフィス・カーシッジ・アンド・ノースウェスタン鉄道 （Memphis, Carthage and Northwestern Railroad）
- メンフィス・チェロキー・アンド・エルスワース鉄道 （Memphis, Cherokee and Ellsworth Railroad）
- メンフィス・ダラス・アンド・ガルフ鉄道 （Memphis, Dallas and Gulf Railroad）
- メンフィス・フォート・スコット・アンド・コロラド鉄道 （Memphis, Fort Scott and Colorado Railway）
- メンフィス・ガーデン・シティ・アンド・コロラド鉄道 （Memphis, Garden City and Colorado Railway）
- メンフィス・カンザス・アンド・コロラド鉄道 （Memphis, Kansas and Colorado Railroad Company）
- メンフィス・カンザス・アンド・ウェスタン鉄道 （Memphis, Kansas and Western Railroad）
- メンフィス・パリス・アンド・ガルフ鉄道 （Memphis, Paris and Gulf Railroad）
- メンフィス・トリニダッド・アンド・プエブロ鉄道 （Memphis, Trinidad and Pueblo Railway）
- メキシカン・グレート・イースタン鉄道 （Mexican Great Eastern Railway）
- マイアミ・ミネラル・ベルト鉄道 （Miami Mineral Belt Railroad）
- ミシガン・セントラル鉄道 （Michigan Central Railroad）
- ミドルタウン・アンド・シンシナティ鉄道 （M&C: Middletown and Cincinnati Railroad）
- ミッドランド・アンド・ウェスタン鉄道 （Midland and Western Railway）
- ミッドランド・コンティネンタル鉄道 （Midland Continental Railroad）
- ミッドランド・マクファーソン・アンド・ノーザン鉄道 （Midland, McPherson and Northern Railway）
- ミッドランド・パシフィック鉄道 （Midland Pacific Railroad）
- ミッドランド鉄道 (アメリカ) （Midland Railway）
- ミッドランド・ターミナル鉄道 （MT: Midland Terminal Railway）
- ミッドランド・バレー鉄道 （MV: Midland Valley Railroad）
- ミッドサウス・レール・コーポレーション （MSRC: MidSouth Rail Corporation）
- ミッドビル・アンド・スウェインズボロ鉄道 （Midville and Swainsboro Railroad）
- ミッドビル・スウェインズボロ・アンド・レッド・ブラフ鉄道 （Midville, Swainsboro and Red Bluff Railroad）
- ミッドウェイ鉄道 （Midway Railway）
- ミル・クリーク・バレー・アンド・カウンシル・グローブ鉄道 （Mill Creek Valley and Council Grove Railway）
- ミルウォーキー鉄道 （Milwaukee Road）（シカゴ・ミルウォーキー・セント・ポール・アンド・パシフィック鉄道（the Chicago, Milwaukee, St. Paul and Pacific Railroad）としても知られる）
- マイン・ヒル・レールロード・アンド・マイニング・カンパニー （Mine Hill Railroad and Mining Company）
- ミネラル・ベルト鉄道 （Mineral Belt Railroad Company）
- ミネアポリス・アンド・ミルトンベール鉄道 （Minneapolis and Miltonvale Railway）
- ミネアポリス・リンカーン・アンド・サウスウェスタン鉄道 （Minneapolis, Lincoln and Southwestern Railroad）
- ミネアポリス・セント・ポール・アンド・スー・セント・マリー鉄道 （Minneapolis, St. Paul and Sault Ste. Marie Railway）（スー・ライン（the Soo Line）としても知られる）
- ミネアポリス・ストックトン・アンド・パシフィック鉄道 （Minneapolis, Stockton and Pacific Railway）
- ミネアポリス・ニュー・ウルム・アンド・サザン （Minneapolis, New Ulm and Southern）
- ミネアポリス・ノースフィールド・アンド・サザン鉄道 （MN&S: Minneapolis, Northfield and Southern Railway）
- ミネアポリス・アンド・セント・ルイス鉄道 （MSTL: Minneapolis and St. Louis Railway）
- ミシスコイ鉄道 （Missisquoi Railroad）
- ミシシッピ・セントラル鉄道 （MSC: Mississippi Central Railroad）
- ミズーリ・アンド・アーカンソー鉄道 （MA: Missouri and Arkansas Railway）
- ミズーリ・アンド・セントラル・カンザス鉄道 （Missouri and Central Kansas Railroad）
- ミズーリ・アンド・カンザス・ショート・ライン鉄道 （Missouri and Kansas Short Line Railway）
- ミズーリ・アンド・ノース・アーカンソー鉄道 （M&NA: Missouri and North Arkansas Railway）
- ミズーリ・アンド・サザン・カンザス鉄道 （Missouri and Southern Kansas Railroad）
- ミズーリ・アンド・ウェスタン鉄道 （Missouri and Western Railway）
- ミズーリ・フォート・スコット・アンド・サンタ・フェ鉄道 （Missouri, Fort Scott and Santa Fe Railroad）
- ミズーリ・カンザス・アンド・コロラド・レールロード （Missouri, Kansas and Colorado Railroad）
- ミズーリ・カンザス・アンド・コロラド・レールウェイ （Missouri, Kansas and Colorado Railway）
- ミズーリ・カンザス・アンド・ネブラスカ鉄道 （Missouri, Kansas and Nebraska Railroad）
- ミズーリ・カンザス・アンド・ニューメキシコ鉄道 （Missouri, Kansas and New Mexico Railway）
- ミズーリ・カンザス・アンド・ノースウェスタン鉄道 （Missouri, Kansas and Northwestern Railroad）
- ミズーリ・カンザス・アンド・サウスウェスタン鉄道 （Missouri, Kansas and Southwestern Railway）
- ミズーリ・カンザス・アンド・テキサス鉄道 （Missouri, Kansas and Texas Railroad）
- ミズーリ・カンザス・アンド・ウェスタン鉄道 （Missouri, Kansas and Western Railway）
- ミズーリ・カンザス・ベルト・レールウェイ・アンド・ターミナル・カンパニー （Missouri-Kansas Belt Railway and Terminal Company）
- ミズーリ・カンザス・テキサス鉄道 （MKT: Missouri-Kansas-Texas Railroad）（またはKaty）
- ミズーリ・ラ・シーニュ・アンド・バーリントン鉄道 （Missouri, La Cygne and Burlington Railway）
- ミズーリ・パシフィック鉄道 （MP: Missouri Pacific Railroad）
- ミズーリ・パシフィック・レールウェイ・カンパニー・オブ・テキサス （Missouri Pacific Railway Company of Kansas）
- ミズーリ・リバー・アンド・ネマハ・バレー鉄道 （Missouri River and Nemaha Valley Railroad）
- ミズーリ・リバー・アンド・リオ・グランデ鉄道 （Missouri River and Rio Grande Railroad）
- ミズーリ・リバー・アンド・ロッキー・マウンテン鉄道 （Missouri River and Rocky Mountain Railroad）
- ミズーリ・リバー・フォート・スコット・アンド・ガルフ鉄道 （Missouri River, Fort Scott and Gulf Railroad）
- ミズーリ・リバー・グレート・ベンド・アンド・ウェスタン鉄道 （Missouri River, Great Bend and Western Railroad）
- ミズーリ・リバー鉄道 （Missouri River Railroad）
- ミズーリ・ウィンフィールド・アンド・サウス・ウェスタン鉄道 （Missouri, Winfield and South Western Rail Road）
- モービル・アンド・ガルフ鉄道 （Mobile and Gulf Railroad）
- モービル・アンド・オハイオ鉄道 （M&O: Mobile and Ohio Railroad）
- モデスト・インターアーバン鉄道 （Modesto Interurban Railway）
- モハーベ・ノーザン鉄道 （Mojave Northern Railroad）
- モノン鉄道 （Monon Railroad）（シカゴ・インディアナポリス・アンド・ルイビル鉄道（the Chicago, Indianapolis and Louisville Railway）としても知られる）
- マノンガヘイラ・コネクティング鉄道 （Monongahela Connecting Railroad）
- マノンガヘイラ鉄道 （Monongahela Railway）
- モンタナ・カンザス・アンド・テキサス鉄道 （Montana, Kansas and Texas Railroad）
- モンタナ・サザン鉄道 （Montana Southern Railway）
- モンタナ・シラキュース・アンド・テキサス鉄道 （Montana, Syracuse and Texas Railway）
- モンタナ・ウェスタン鉄道 (1909) （Montana Western Railway）
- モンテズマ・トリニダッド・アンド・ウェスタン鉄道 （Montezuma, Trinidad and Western Railway）
- モントレー・アンド・サリナス・バレー鉄道 （Monterey and Salinas Valley Railroad）
- モンゴメリー・アンド・ウェスト・ポイント鉄道 （Montgomery and West Point Railroad）
- モンゴメリー・カウンティ鉄道 （Montgomery County Railway）
- モンゴメリー鉄道 （Montgomery Railroad）
- モンペリエ・アンド・ウェルズ・リバー鉄道 （M&WR: Montpelier and Wells River Railroad）
- モンター鉄道 （MTR: Montour Railroad）
- モントリオール・アンド・バーモント鉄道 （Montreal and Vermont Railroad）
- モリスタウン・アンド・エリー鉄道 （Morristown and Erie Railroad）
- モシャスサック・バレー鉄道 （Moshassuck Valley Railroad）
- マウンド・シティ・アンド・イースタン鉄道 （Mound City and Eastern Railway）
- マウント・グレトナ狭軌鉄道 （Mount Gretna Narrow Gauge Railway）
- マウント・サベージ鉄道 （Mount Savage Railroad）
- マルベーン・ユリシーズ・アンド・トリニダッド鉄道 （Mulvane, Ulysses and Trinidad Railroad）
- マンシー・アンド・ウェスタン鉄道 （Muncie and Western Railroad）
- マーフリーズバラ・ナッシュビル・アンド・サウスイースタン鉄道 （Murfreesboro Nashville and Southeastern Railroad）
- マーフリーズバラ・ナッシュビル鉄道 （Murfreesboro-Nashville Railroad）
- マスコター・ホルトン・アンド・カンザス・バレー鉄道 （Muscotah, Holton and Kansas Valley Railroad）

## N
- ナラガンセット・ピア鉄道 （Narragansett Pier Railroad）
- ナッシュビル・アンド・アシュランド・シティ鉄道 （Nashville and Ashland City Railroad）
- ナッシュビル・アンド・チャタヌーガ鉄道 （Nashville and Chattanooga Railroad）
- ナッシュビル・アンド・ノースウェスタン鉄道 （Nashville and Northwestern Railroad）
- ナッシュビル・フランクリン鉄道 （Nashville-Franklin Railroad）
- ナッシュビル・アンド・イースタン鉄道 （NERC: Nashville and Eastern Railroad Corporation）
- ナッシュビル・アンド・ノックスビル鉄道 （Nashville and Knoxville Railroad）
- ナッシュビル・チャタヌーガ・アンド・セント・ルイス鉄道 （NC&StL: Nashville, Chattanooga and St. Louis Railroad）
- ネブラスカ・アンド・サウスウェスタン鉄道 （Nebraska and Southwestern Railroad）
- ネブラスカ・エルスワース・アンド・グレート・ベンド鉄道 （Nebraska, Ellsworth and Great Bend Railway）
- ネブラスカ・ガーデン・シティ・アンド・サウスウェスタン鉄道 （Nebraska, Garden City and Southwestern Railroad）
- ネブラスカ・アイオラ・トピカ・アンド・メンフィス鉄道 （Nebraska, Iola, Topeka and Memphis Railroad）
- ネブラスカ・カンザス・アンド・シマロン・リバー鉄道 （Nebraska, Kansas and Cimarron River Railway）
- ネブラスカ・カンザス・アンド・ガルフ・レールロード （Nebraska, Kansas and Gulf Railroad）
- ネブラスカ・カンザス・アンド・ガルフ・レールウェイ （Nebraska, Kansas and Gulf Railway）
- ネブラスカ・カンザス・アンド・パン・ハンドル鉄道 （Nebraska, Kansas and Pan Handle Railroad）
- ネブラスカ・カンザス・アンド・サウスウェスタン鉄道 （Nebraska, Kansas and Southeastern Railway）
- ネブラスカ・カンザス・アンド・サザン・レールロード （Nebraska, Kansas and Southern Railroad）
- ネブラスカ・カンザス・アンド・サザン・レールウェイ （Nebraska, Kansas and Southern Railway）
- ネブラスカ・カンザス・アンド・サウスウェスタン・レールロード （Nebraska, Kansas and Southwestern Railroad）
- ネブラスカ・カンザス・アンド・サウスウェスタン・レールウェイ （Nebraska, Kansas and Southwestern Railway）
- ネブラスカ・カンザス・アンド・テキサス鉄道 （Nebraska, Kansas and Texas Rail Road）
- ネブラスカ・ミッドランド鉄道 （Nebraska Midland Railroad）
- ネブラスカ・サライナ・ハッチンソン・アンド・サザン鉄道 （Nebraska, Salina, Hutchinson and Southern Railway）
- ネブラスカ・スモーキー・バレー・アンド・サザン鉄道 （Nebraska, Smoky Valley and Southern Railroad）
- メオショー・コットンウッド・アンド・アーカンザス・バレー鉄道 （Neosho, Cottonwood and Arkansas Valley Railroad）
- ネオショー・バレー・アンド・サウスウェスタン鉄道 （Neosho Valley and Southwestern Railroad）
- ネス・シティ・ウィノーナ・アンド・シャイアン鉄道 （Ness City, Winona and Cheyenne Railroad）
- ネタワカ・ウッドローン・アンド・ノースウェスタン鉄道 （Netawaka, Woodlawn and Northwestern Railway）
- ネバダ・アンド・ミンデン・レールウェイ・オブ・カンザス （Nevada and Minden Railway of Kansas）
- ネバダ・カリフォルニア-オレゴン鉄道 （Nevada-California-Oregon Railway）
- ネバダ・カウンティ狭軌鉄道 （Nevada County Narrow Gauge Railroad）
- ネバダ・ジラード・アンド・インディペンデンス鉄道 （Nevada, Girard and Independence Railroad）
- ネバダ・ノーザン （NN: Nevada Northern）
- ニュージャージー・インディアナ・アンド・イリノイ鉄道 （NJI&I: New Jersey, Indiana and Illinois Railway）
- ニュー・ロンドン・ウィリマンティック・アンド・スプリングフィールド鉄道 （New London, Willimantic and Springfield Railroad）（セントラル・バーモント鉄道のサザン・ディビジョンに合併）
- ニューメキシコ・アンド・サザン・パシフィック鉄道 （New Mexico and Southern Pacific Railroad） （アッチソン・トピカ・アンド・サンタフェ鉄道のニューメキシコ支社として設置）
- ニューオーリンズ・アンド・オハイオ鉄道 （New Orleans and Ohio Railroad）（1854年 - 1973年、ケンタッキー州パデューカとテネシー州ユニオンシティを結んでいた、後のパデューカ・アンド・ルイビル鉄道）
- ニューオーリンズ・ジャクソン・アンド・グレート・ノーザン鉄道 （New Orleans, Jackson and Great Northern Railroad） （1858年開業、1875年にシカゴ・セント・ルイス・アンド・ニューオーリンズ鉄道の一部になり、その後イリノイ・セントラル鉄道となった）
- ニューオーリンズ・カンザス・アンド・ウェスタン鉄道 （New Orleans, Kansas and Western Railroad）
- ニューオーリンズ・ナチェズ・アンド・フォート・スコット鉄道 （New Orleans, Natchez and Fort Scott Railroad）
- ニューオーリンズ・オペルーサス・アンド・グレート・ウェスタン鉄道 （New Orleans, Opelousas and Great Western Railroad）
- ニューオーリンズ・ターミナル・カンパニー （New Orleans Terminal Company）
- ニューヨーク・セントラル鉄道 （NYC: New York Central Railroad）
- ニューヨーク・セントラル・アンド・ハドソン・リバー鉄道 （New York Central and Hudson River Railroad）
- ニューヨーク・シカゴ・アンド・セント・ルイス鉄道 （New York, Chicago and St. Louis Railroad） （ニッケルプレート鉄道（NKP: Nickel Plate Road））
- ニューヨーク・クロス・ハーバー鉄道 （NYCH: New York Cross Harbor Railroad）
- ニューヨーク・アンド・ハーレム鉄道 （New York and Harlem Railroad）
- ニューヨーク・アンド・ロングビーチ鉄道 （New York and Long Beach Railroad） （1904年にロングアイランド鉄道に買収され、ロングビーチ支社となった）
- ニューヨーク・キングストン・アンド・シラキュース鉄道 （NYK&S: New York, Kingston and Syracuse Railroad）
- ニューヨーク・ニューヘイブン・アンド・ハートフォード鉄道 （NH: New York, New Haven and Hartford Railroad）（またはニューヘイブン（New Haven））
- ニューヨーク・オンタリオ・アンド・ウェスタン鉄道 （NYOW: New York, Ontario and Western Railway）
- ニューバーグ・ダッチェス・アンド・コネティカット （Newburgh, Dutchess and Connecticut） （セントラル・ニューイングランド鉄道に1905年に買収される）
- ニュートン・アンド・ノースウェスタン鉄道 （Newton and Northwestern Railroad）
- ニュートン・アッティカ・アンド・エル・パソ鉄道 （Newton, Attica and El Paso Railroad）
- ニュートン・オーガスタ・アンド・フォート・スミス鉄道 （Newton, Augusta and Fort Smith Railway）
- ニュートン・エル・ドラド・アンド・イースタン鉄道 （Newton, El Dorado and Eastern Railroad）
- ニュートン・エルスワース・アンド・キング・シティ鉄道 （Newton, Ellsworth and King City Railroad）
- ニュートン・カンザス・アンド・ネブラスカ鉄道 （Newton, Kansas and Nebraska Railroad）
- ニュートン・ウォルナット・バレー・アンド・デンバー鉄道 （Newton, Walnut Valley and Denver Railroad）
- ニッカーソン・アンド・パンハンドル鉄道 （Nickerson and Panhandle Railroad）
- ニッカーソン・パンハンドル・アンド・ウェスタン鉄道 （Nickerson, Panhandle and Western Railroad）
- ノーフォーク・アンド・ピーターズバーグ鉄道 （Norfolk and Petersburg Railroad）
- ノーフォーク・アンド・ウェスタン鉄道 （NW: Norfolk and Western Railway）
- ノーフォーク・フランクリン・アンド・ダンビル鉄道 （NFD: Norfolk, Franklin and Danville Railway）
- ノース・アメリカン・ミッドランド鉄道 （North American Midland Railway）
- ノース・アンド・サウス・レールロード （North and South Railroad）
- ノース・アンド・サウス・レールウェイ （North and South Railway）
- ノース・セントラル・オクラホマ鉄道 （North Central Oklahoma Railroad）
- ノース・イースト・アンド・サウス・ウェスト・アラバマ鉄道 （North East and South West Alabama Railroad）
- ノース・ミズーリ鉄道 （North Missouri Railroad）
- ノース・ペンシルバニア （North Pennsylvania）（North Penn）
- ノース・プラット・レイキン・アンド・タスコーサ鉄道 （North Platte, Lakin and Tascosa Railway）
- ノースイースト・オクラホマ鉄道 （Northeast Oklahoma Railroad）
- ノースイースタン・レールロード・オブ・ジョージア （Northeastern Railroad of Georgia）
- ノーザン・セントラル鉄道 （NCR: Northern Central Railway）
- ノーザン・カンザス・アンド・コロラド鉄道 （Northern Kansas and Colorado Railroad）
- ノーザン・カンザス・アンド・サザン・ネブラスカ鉄道 （Northern Kansas and Southern Nebraska Railroad）
- ノーザン・パシフィック鉄道 （NP: Northern Pacific Railway）
- ノーザン・レールウェイ・オブ・ニュージャージー （ERIE: Northern Railway of New Jersey）
- ノースウェスタン・パシフィック鉄道 （NWP: Northwestern Pacific Railroad）
- ノースウェスタン鉄道 （Northwestern Railroad）

## O
- オアフ鉄道 （Oahu Railway）
- オークリー・アンド・コルビー鉄道 （Oakley and Colby Railway）
- オバーリン・コルビー・ウィノーナ・アンド・グレナダ鉄道 （Oberlin, Colby, Winona and Granada Railroad）
- オシラ・アンド・アーウィンビル鉄道 （Ocilla and Irwinville Railroad）
- オシラ・アンド・バルドスタ鉄道 （Ocilla and Valdosta Railroad）
- オシラ・パインブルーム・アンド・バルドスタ鉄道 （Ocilla, Pinebloom, and Valdosta Railway）
- オコニー・アンド・ウェスタン鉄道 （Oconee and Western Railroad）
- オファーマン・アンド・ウェスタン鉄道 （Offerman and Western Railroad）
- オハイオ・リバー・アンド・ウェスタン鉄道 （Ohio River and Western Railroad）
- オクラホマ・セントラル鉄道 （Oklahoma Central Railroad）
- オクラホマ・シティ・エイダ・アトカ鉄道 （OCAA: Oklahoma City-Ada-Atoka Railway）
- オクラホマ・カンザス・アンド・ノーザン鉄道 （Oklahoma, Kansas and Northern Railway）
- オラース・アンド・サザン・カンザス鉄道 （Olathe and Southern Kansas Railroad）
- オラース・ウィンフィールド・アンド・アーカンソー・シティ鉄道 （Olathe, Winfield and Arkansas City Railway）
- オールド・オーガスタ鉄道 （Old Augusta Railroad）
- オマハ・アンド・ガルフ鉄道 （Omaha and Gulf Railway）
- オマハ・アンド・レパブリカン・バレー鉄道 （Omaha and Republican Valley Railway）
- オマハ・アンド・サウスウェスタン・レールロード （Omaha and Southwestern Rail Road）
- オマハ・アンド・サウスウェスタン・レールウェイ （Omaha and Southwestern Railway）
- オマハ・アビリーン・アンド・ウィチタ鉄道 （Omaha, Abilene and Wichita Railway）
- オマハ・アンド・ガルフ鉄道 （Omaha and Gulf Railway）
- オマハ・アンド・メキシカン・エア・ライン鉄道 （Omaha and Mexican Air Line Railway）
- オマハ・ガーデン・シティ・アンド・パシフィック鉄道 （Omaha, Garden City and Pacific Railway）
- オマハ・ガーデン・シティ・アンド・サウスウェスタン鉄道 （Omaha, Garden City and Southwestern Railway）
- オマハ・ヘイズ・シティ・アンド・サウスウェスタン鉄道 （Omaha, Hays City and Southwestern Railway）
- オマハ・ホレース・アンド・サウスウェスタン鉄道 （Omaha, Horace and Southwestern Railway）
- オマハ・カンザス・アンド・エル・パソ鉄道 （Omaha, Kansas and El Paso Railroad）
- オマハ・カンザス・アンド・ガルフ鉄道 （Omaha, Kansas and Gulf Railway）
- オマハ・カンザス・アンド・サザン鉄道 （Omaha, Kansas and Southern Railway）
- オマハ・カンザス・セントラル・アンド・ガルベストン鉄道 （Omaha, Kansas Central and Galveston Railroad）
- オマハ・キングマン・アンド・エル・パソ鉄道 （Omaha, Kingman and El Paso Railroad）
- オマハ・リンカーン・ハートランド・アンド・エル・パソ鉄道 （Omaha, Lincoln, Hartland and El Paso Railroad）
- オマハ・ネス・シティ・アンド・メキシカン鉄道 （Omaha, Ness City and Mexican Railway）
- オマハ・サザン鉄道 （Omaha Southern Railroad）
- オマハ・スペリオル・アンド・サウスウェスタン鉄道 （Omaha, Superior and Southwestern Railway）
- オペライカ・アンド・タラデーガ鉄道 （Opelika and Talladega Railroad）
- オペライカ・アンド・タスカンビア鉄道 （Opelika and Tuscumbia Railroad）
- オレゴン・アンド・カリフォルニア鉄道 （Oregon and California Railroad）
- オレゴン・エレクトリック鉄道 （OER: Oregon Electric Railroad）
- オレゴン・パシフィック・アンド・イースタン鉄道 （OP&E: Oregon, Pacific and Eastern Railway）
- オレゴン・ショート・ライン （OSL: Oregon Short Line）
- オセージ・ネオショー・アンド・ウォルナット・バレー鉄道 （Osage, Neosho and Walnut Valley Railroad）
- オスウィーゴ・アンド・トリニダッド鉄道 （Oswego and Trinidad Railway）
- オスウィーゴ・カーシッジ・マウント・バーノン・アンド・スプリングフィールド鉄道 （Oswego, Carthage, Mount Vernon and Springfield Railway）
- オスウィーゴ・フォート・スコット・アンド・セデーリア鉄道 （Oswego, Fort Scott and Sedalia Railroad）
- オスウィーゴ・パーカー・アンド・エル・パソ鉄道 （Oswego, Parker and El Paso Railroad）
- オタワ・アンド・トピカ鉄道 （Ottawa and Topeka Railway）
- オタワ・バーリンゲーム・アンド・カウンシル・グローブ鉄道 （Ottawa, Burlingame and Council Grove Railroad）
- オタワ・バーリンゲーム・アンド・ジャンクション・シティ鉄道 （Ottawa, Burlingame and Junction City Railroad）
- オタワ・エンポリア・アンド・ウェスタン鉄道 （Ottawa, Emporia and Western Railroad）
- オタワ・リンドン・アンド・マンハッタン鉄道 （Ottawa, Lyndon and Manhattan Railroad）
- オタワ・ノース・アンド・サウス鉄道 （Ottawa North and South Railway）
- オタワ・オセージ・シティ・アンド・カウンシル・グローブ鉄道 （Ottawa, Osage City and Council Grove Railroad）
- オタワ・トピカ・アンド・ノーザン鉄道 （Ottawa, Topeka and Northern Railway）
- オタワ・ケネモー・アンド・エンポリア鉄道 （Ottawa, Quenemo and Emporia Railroad）
- オワスコ・リバー鉄道 （Owasco River Railroad）

## P
- パシフィック・アンド・プエブロ・シティ鉄道 （Pacific and Pueblo City Railroad）
- パシフィック電鉄 （Pacific Electric Railway）
- パシフィック・レールウェイ・カンパニー・イン・ネブラスカ （Pacific Railway Company in Nebraska）
- パラタイン・レイク・チューリッヒ・アンド・ウォーコンダ鉄道 （PLZ&W: Palatine, Lake Zurich and Wauconda Railroad）
- パームデール鉄道 （Palmdale Railroad）
- パオラ・アンド・フォール・リバー・レールロード （Paola and Fall River Railroad）
- パオラ・アンド・フォール・リバー・レールウェイ （Paola and Fall River Railway）
- パオラ・ガーネット・バーリントン・アンド・サンタ・フェ鉄道 （Paola, Garnett, Burlington and Santa Fe Railway）
- パレルモ・アンド・レコンプトン鉄道 （Palermo and Lecompton Railroad）
- パレルモ・アンド・セント・ジョセフ鉄道 （Palermo and St. Joseph Railroad）
- パーソンズ・アンド・メンフィス鉄道 （Parsons and Memphis Railroad）
- パーソンズ・アンド・パシフィック鉄道 （Parsons and Pacific Railroad）
- パーソンズ・アンド・サンタ・フェ鉄道 （Parsons and Santa Fe Railway）
- パーソンズ・アンド・ソロモン・シティ鉄道 （Parsons and Solomon City Railroad）
- パーソンズ・アンド・サウスウェスタン鉄道 （Parsons and Southwestern Railroad）
- パーソンズ・アンド・ウェスタン鉄道 （Parsons and Western Railway）
- パーソンズ・ベルト・ライン鉄道 （Parsons Belt Line Railroad）
- パーソンズ・シマロン・ガスリー・アンド・ガルフ鉄道 （Parsons, Cimarron, Guthrie and Gulf Railway）
- パーソンズ・ジラード・アンド・アーケーディア鉄道 （Parsons, Girard and Arcadia Railway）
- パーソンズ・インディペンデンス・アンド・サウスウェスタン鉄道 （Parsons, Independence and Southwestern Railway）
- パーソンズ・インディペンデンス・アンド・ウェスタン鉄道 （Parsons, Independence and Western Railroad）
- パーソンズ・ラ・ジャンタ・アンド・ラスベガス鉄道 （Parsons, La Junta and Las Vegas Railroad）
- パーソンズ・ニュートン・アンド・エルスワース鉄道 （Parsons, Newton and Ellsworth Railway）
- パーソンズ・ネオデシャ・アンド・ウェスタン鉄道 （Parsons, Neodesha and Western Railroad）
- パーソンズ・ノース・プラット・アンド・デンバー鉄道 （Parsons, North Platte and Denver Railroad）
- パーソンズ・ターミナル鉄道 （Parsons Terminal Railroad）
- パーソンズ・ウォルナット・バレー・アンド・サウスウェスタン鉄道 （Parsons, Walnut Valley and Southwestern Railway）
- パーソンズ・ウィチタ・アンド・ウェスタン鉄道 （Parsons, Wichita and Western Railroad）
- ポーニー・バレー・アンド・デンバー鉄道 （Pawnee Valley and Denver Railroad）
- ピーボディ・ショート・ライン （PSL: Peabody Short Line）
- ピーチ・ボトム・レールロード （Peach Bottom Railroad）
- ピーチ・ボトム・レールウェイ （Peach Bottom Railway）
- ペニンシュラ鉄道 （Peninsula Railroad）
- ペン・セントラル鉄道 （PC: Penn Central）
- ペンシルバニア・レディング・シーショア・ラインズ （PRSL: Pennsylvania-Reading Seashore Lines) (ペンシルバニア鉄道とレディング鉄道の合弁企業）
- ペンシルバニア鉄道 （PRR: Pennsylvania Railroad）（ペンシー（Pennsy））
- ペンサコーラ・ネス・シティ・アンド・ピュージェット・サウンド鉄道 （Pensacola, Ness City and Puget Sound Railway）
- ピープルズ・レールロード・アンド・テレグラフ・カンパニー （People's Railroad and Telegraph Company）
- ピープルズ・レールウェイ・オブ・カンザス （Peoples Railway of Kansas）
- ピオリア・アンド・ピーキン・ユニオン鉄道 （P&PU: Peoria and Pekin Union Railway）
- ピオリア鉄道 （Peoria Railway）
- ペレ・マルケット鉄道 （PM: Pere Marquette Railroad）
- パーキオメン鉄道 （Perkiomen Railroad）
- ペリービル・アンド・グラスホッパー・バレー鉄道 （Perryville and Grasshopper Valley Railway）
- ピーターズバーグ鉄道 （Petersburg Railroad）
- フィラデルフィア・アンド・レディング鉄道 （Philadelphia and Reading Railroad）
- ピケンズ鉄道 （Pickens Railroad）
- ピジョン・マウンテン・ルート （Pigeon Mountain Route）
- ピードモント・アンド・ノーザン鉄道 （PN: Piedmont and Northern Railway）
- パイオニア・インダストリアル鉄道 （PRY: Pioneer Industrial Railway）
- ピッツバーグ・アンド・コロンバス鉄道 （Pittsburg and Columbus Railway）
- ピッツバーグ・アンド・ウィアー・シティ鉄道 （Pittsburg and Weir City Railway）
- ピッツバーグ・バクスター・スプリングス・アンド・ガルベストン鉄道 （Pittsburg, Baxter Springs and Galveston Railway）
- ピッツバーグ・カラミン・アンド・ニューポート鉄道 （Pittsburg, Calamine and Newport Railway）
- ピッツバーグ・フォート・スコット・アンド・シカゴ鉄道 （Pittsburg, Fort Scott and Chicago Railway）
- ピッツバーグ・フォート・スミス・アンド・サザン鉄道 （Pittsburg, Fort Smith and Southern Railroad）
- ピッツバーグ・インディペンデンス・アンド・オクラホマ鉄道 （Pittsburg, Independence and Oklahoma Railroad）
- ピッツバーグ鉄道 （Pittsburg Railroad）
- ピッツバーグ・ウィアー・アンド・コロンバス鉄道 （Pittsburg, Weir and Columbus Railway）
- ピッツバーグ・アンド・レイク・エリー鉄道 （PLE: Pittsburgh and Lake Erie Railroad）
- ピッツバーグ・アンド・ショーマット鉄道 （PS: Pittsburgh and Shawmut Railroad）
- ピッツバーグ・アンド・ウェスト・バージニア鉄道 （P&WV: Pittsburgh and West Virginia Railway）
- ピッツバーグ・コロンバス・アンド・フォート・スミス鉄道 （Pittsburgh, Columbus and Fort Smith Railway）
- ピッツバーグ・ショーマット・アンド・ノーザン鉄道 （PS&N: Pittsburgh, Shawmut and Northern Railroad）
- ピッツバーグ・ウェストモアランド・アンド・サマーセット鉄道 （Pittsburgh, Westmoreland and Somerset Railroad）
- ピクア・ブランチ・オブ・MKT鉄道 （Piqua Branch of M-K-T Railway）
- プレザント・ヒル・アンド・デソト鉄道 （Pleasant Hill and DeSoto Railroad）
- プレザントン・ルロイ・アンド・ニュートン鉄道 （Pleasanton, LeRoy and Newton Railroad）
- ポート・ロイヤル・アンド・オーガスタ鉄道 （Port Royal and Augusta Railway）
- ポート・ロイヤル・アンド・ウェスタン・カリフォルニア鉄道 （Port Royal and Western Carolina Railway）
- ポトマック・アンド・ピードモント・コール・アンド・レールウェイ （Potomac and Piedmont Coal and Railway Company）
- プレーリー・シティ・アンド・ミズーリ・ステート・ライン鉄道 （Prairie City and Missouri State Line Railroad）
- プラット・ソルト・プレーンズ・アンド・リオ・グランデ鉄道 （Pratt, Salt Plains and Rio Grande Railroad）
- プレストン・サライナ・アンド・デンバー鉄道 （Preston, Salina and Denver Railroad）

## Q
- クアーナ・アクメ・アンド・パシフィック鉄道 （QA&P: Quanah, Acme and Pacific Railway）
- クインシー・オマハ・アンド・カンザスシティ鉄道 （Quincy, Omaha and Kansas City Railroad）

## R
- レディング鉄道 （RDG: Reading Railroad）
- レッド・クラウド・カーウィン・アンド・サウスウェスタン鉄道 （Red Cloud, Kirwin and Southwestern Railroad）
- リース・ダグラス・アンド・ウェリントン鉄道 （Reece, Douglass and Wellington Railway）
- レパブリカン・リバー・アンド・ソロモン・バレー鉄道 （Republican River and Solomon Valley Railway）
- レパブリカン・リバー鉄道 （Republican River Railroad）
- レパブリカン・サライナ・アンド・アーカンザス・バレー鉄道 （Republican, Salina and Arkansas Valley Railway）
- レパブリカン・バレー・アンド・グレート・ウェスタン鉄道 （Republican Valley and Great Western Railway）
- レパブリカン・バレー・カンザス・アンド・サウスウェスタン鉄道 （Republican Valley, Kansas and Southwestern Railroad）
- レパブリカン・バレー・レールロード （Republican Valley Railroad）
- レパブリカン・バレー・レールウェイ （Republican Valley Railway）
- ラインベック・アンド・コネティカット鉄道 （Rhinebeck and Connecticut Railroad）
- リッチ・ヒル・アーカンソー・シティ・アンド・エル・パソ鉄道 （Rich Hill, Arkansas City and El Paso Railway）
- リッチ・ヒル・ハンボルト・アンド・サウスウェスタン鉄道 （Rich Hill, Humboldt and Southwestern Railroad）
- リッチ・ヒル鉄道 （Rich Hill Railroad）
- リッチモンド・フレデリクスバーグ・アンド・ポトマック鉄道 （RF&P: Richmond, Fredericksburg and Potomac Railroad）
- リッチモンド・アンド・ダンビル鉄道 （R&D: Richmond and Danville Railroad）
- リッチモンド・アンド・ピーターズバーグ鉄道 （Richmond and Petersburg Railroad）
- リーズビル・アンド・サウスイースタン鉄道 （Reidsville and Southeastern Railroad）
- リオ・グランデ・インダストリーズ （Rio Grande Industries）
- リオ・グランデ・サザン鉄道 （RGS: Rio Grande Southern Railroad）
- リオ・グランデ・ウェスタン鉄道 （RGW: Rio Grande Western Railway）
- リバービュー・スイッチ・カンパニー （Riverview Switch Company）
- ロック・アイランド・ドッジ・シティ・アンド・デンバー鉄道 （Rock Island, Dodge City and Denver Railroad）
- ロック・アイランド・アンド・サザン・レールロード （Rock Island and Southern Railroad）
- ロック・アイランド・アンド・サザン・レールウェイ （Rock Island and Southern Railway）
- ロックトン・アンド・リオン鉄道 （Rockton and Rion Railway）
- ローム・ウォータータウン・アンド・オグデンズバーグ鉄道 （Rome, Watertown and Ogdensburg Railroad）（"Hojack"）
- ロンダウト・アンド・オスウィーゴ鉄道 （R&O: Rondout and Oswego Railroad）
- ルークス・カウンティ鉄道 （Rooks County Railroad）
- ロズウェル鉄道 （Roswell Railroad）
- ラッセル・アンド・サウスイースタン鉄道 （Russell and Southeastern Railway）
- ルトランド鉄道 （Rutland Railroad）

## S
- セント・ジョンズバーグ・アンド・レイク・シャンプレン鉄道 （St. Johnsburg and Lake Champlain Railroad）
- セント・ジョセフ・アンド・デンバー・シティ鉄道 (1862) （St. Joseph and Denver City Railroad of 1862）
- セント・ジョセフ・アンド・デンバー・シティ鉄道 (1866) （St. Joseph and Denver City Railroad of 1866）
- セント・ジョセフ・アンド・グランド・アイランド鉄道 （St. Joseph and Grand Island Railroad）
- セント・ジョセフ・アンド・セント・ジョージ鉄道 （St. Joseph and St. George Railroad）
- セント・ジョセフ・アンド・トピカ鉄道 （St. Joseph and Topeka Railway）
- セント・ジョセフ・アンド・ウェスタン鉄道 （St. Joseph and Western Railroad）
- セント・ジョセフ・ブリッジ・ビルディング・カンパニー （St. Joseph Bridge Building Company）
- セント・ジョセフ・ハノーバー・アンド・ソロモン・バレー鉄道 （St. Joseph, Hanover and Solomon Valley Railroad）
- セント・ジョセフ・ハノーバー・アンド・サウスウェスタン鉄道 （St. Joseph, Hanover and Southwestern Railroad）
- セント・ジョセフ・ハイランド・アンド・ノースウェスタン鉄道 （St. Joseph, Highland and Northwestern Railway）
- セント・ジョセフ・ジョプリン・アンド・ガルフ鉄道 （St. Joseph, Joplin and Gulf Railroad）
- セント・ジョセフ・カンザス・アンド・コロラド鉄道 （St. Joseph, Kansas and Colorado Railroad）
- セント・ジョセフ・カンザス・アンド・デンバー鉄道 （St. Joseph, Kansas and Denver Railway）
- セント・ジョセフ・カンザス・アンド・テキサス・パシフィック鉄道 （St. Joseph, Kansas and Texas Pacific Railway）
- セント・ジョセフ・カンザス・アンド・テキサス鉄道 （St. Joseph, Kansas and Texas Railway）
- セント・ジョセフ・サムナー・アンド・ローレンス鉄道 （St. Joseph, Sumner and Lawrence Railroad）
- セント・ジョセフ・ワミーゴ・アンド・カウンシル・グローブ鉄道 （St. Joseph, Wamego and Council Grove Railway）
- セント・ジョセフ・ワシントン・アンド・ウェスタン鉄道 （St. Joseph, Washington and Western Railroad）
- セント・ルイス・アンド・コロラド鉄道 （St. Louis and Colorado Railway）
- セント・ルイス・アンド・エンポリア鉄道 （St. Louis and Emporia Railroad）
- セント・ルイス・アンド・カンザス・セントラル鉄道 （St. Louis and Kansas Central Railway）
- セント・ルイス・アンド・サンタ・フェ鉄道 （St. Louis and Santa Fe Railroad）
- セント・ルイス・アンド・サザン・カンザス・レールロード （St. Louis and Southern Kansas Railroad）
- セント・ルイス・アンド・サザン・カンザス・レールウェイ （St. Louis and Southern Kansas Railway）
- セント・ルイス・アンド・ニューメキシコ鉄道 （St. Louis and New Mexico Railway）
- セント・ルイス・アンソニー・アンド・ソルト・プレーンズ鉄道 （St. Louis, Anthony and Salt Plains Railroad）
- セント・ルイス・バクスター・スプリングス・アンド・メキシカン鉄道 （St. Louis, Baxter Springs and Mexican Railroad）
- セント・ルイス・バクスター・スプリングス・アンド・オクラホマ鉄道 （St. Louis, Baxter Springs and Oklahoma Railway）
- セント・ルイス・バクスター・スプリングス・アンド・サンタフェ鉄道 （St. Louis, Baxter Springs and Santa Fe Railroad）
- セント・ルイス・ブラウンズビル・アンド・メキシコ鉄道 （St. Louis, Brownsville and Mexico Railway）
- セント・ルイス・エンポリア・アンド・デンバー鉄道 （St. Louis, Emporia and Denver Railway）
- セント・ルイス・エンポリア・アンド・ウェスタン鉄道 （St. Louis, Emporia and Western Railway）
- セント・ルイス・フォート・スコット・アンド・コロラド狭軌鉄道 （St. Louis, Fort Scott and Colorado Narrow Gauge Railway）
- セント・ルイス・フォート・スコット・アンド・ネオショー鉄道 （St. Louis, Fort Scott and Neosho Railroad）
- セント・ルイス・フォート・スコット・アンド・ノースウェスタン鉄道 （St. Louis, Fort Scott and Northwestern Railroad）
- セント・ルイス・フォート・スコット・アンド・ウィチタ鉄道 （St. Louis, Fort Scott and Wichita Railroad）
- セント・ルイス・フォート・スコット・アイオラ・アンド・ウェスタン鉄道 （St. Louis, Fort Scott, Iola and Western Railway）
- セント・ルイス・フレドニア・アンド・デンバー鉄道 （St. Louis, Fredonia and Denver Railway）
- セント・ルイス・ハンボルト・アンド・サウスウェスタン鉄道 （St. Louis, Humboldt and Southwestern Railway）
- セント・ルイス・ハッチンソン・アンド・デンバー鉄道 （St. Louis, Hutchinson and Denver Railway）
- セント・ルイス・ハッチンソン・アンド・ウェスタン鉄道 （St. Louis, Hutchinson and Western Railroad）
- セント・ルイス・アイアン・マウンテン・アンド・サザン鉄道 （St. Louis, Iron Mountain and Southern Railway）
- セント・ルイス・ジェファーソン・カウンティ・アンド・カンザス鉄道 （St. Louis, Jefferson County and Kansas Railway）
- セント・ルイス・カンザス・アンド・アリゾナ鉄道 （St. Louis, Kansas and Arizona Railway）
- セント・ルイス・カンザス・アンド・コロラド狭軌鉄道 （St. Louis, Kansas and Colorado Narrow Gauge Railway）
- セント・ルイス・カンザス・アンド・ノースウェスタン鉄道 （St. Louis, Kansas and Northwestern Railroad）
- セント・ルイス・カンザス・アンド・サウスウェスタン鉄道 （St. Louis, Kansas and Southwestern Railway）
- セント・ルイス・カンザス・シティ・アンド・ノーザン鉄道 （St. Louis, Kansas City and Northern Railroad）
- セント・ルイス・カンザス・シティ・アンド・ウェスタン鉄道 （St. Louis, Kansas City and Western Railroad）
- セント・ルイス・ローレンス・アンド・デンバー鉄道 （St. Louis, Lawrence and Denver Railroad）
- セント・ルイス・ローレンス・アンド・デンバー鉄道 (ローレンス支社) （St. Louis, Lawrence and Denver Railroad （Lawrence Branch） Co.）
- セント・ルイス・ローレンス・アンド・ウェスタン鉄道 （St. Louis, Lawrence and Western Railroad）
- セント・ルイス・ニュートン・アンド・デンバー鉄道 （St. Louis, Newton and Denver Railway）
- セント・ルイス・オクラホマ・アンド・サウスウェスタン鉄道 （St. Louis, Oklahoma and Southwestern Railway）
- セント・ルイス・オセージ・シティ・アンド・ウォルナット・バレー鉄道 （St. Louis, Osage City and Walnut Valley Railroad）
- セント・ルイス・オセージ・バレー・アンド・ノースウェスタン鉄道 （St. Louis, Osage Valley and Northwestern Railway）
- セント・ルイス・オスウィーゴ・アンド・コロラド鉄道 （St. Louis, Oswego and Colorado Railroad）
- セント・ルイス・オスウィーゴ・アンド・サザン・カンザス鉄道 （St. Louis, Oswego and Southern Kansas Railroad）
- セント・ルイス・オタワ・アンド・ウェスタン鉄道 （St. Louis, Ottawa and Western Railway）
- セント・ルイス・ピッツバーグ・アンド・サザン鉄道 （St. Louis, Pittsburg and Southern Railway）
- セント・ルイス・セント・ジョセフ・アンド・ネブラスカ鉄道 （St. Louis, St. Joseph and Nebraska Railroad）
- セント・ルイス・サンフランシスコ鉄道 （SLSF: St. Louis - San Francisco Railway）（またはフリスコ（Frisco））
- セント・ルイス・サウスウェスタン鉄道 （SSW: St. Louis Southwestern Railway）（またはコットン・ベルト（Cotton Belt））
- セント・ルイス・トピカ・アンド・ノースウェスタン鉄道 （St. Louis, Topeka and Northerwestern Railway）
- セント・ルイス・ウィチタ・アンド・ウェスタン鉄道 （St. Louis, Wichita and Western Railroad）
- セント・ルイス・ウィチタ・アンド・ノースウェスタン鉄道 （St. Louis, Wichita and Northwestern Railway）
- セント・ルイス・ウィチタ・ヘイズ・シティ・アンド・ノースウェスタン鉄道 （St. Louis, Wichita, Hays City and Northwestern Railway）
- セント・メリーズ・アンド・キングスランド鉄道 （St. Marys and Kingsland Railroad）
- セント・ポール・アンド・エル・ドラド鉄道 （St. Paul and El Dorado Railroad）
- サクラメント・ノーザン鉄道 （SN: Sacramento Northern Railway）
- サライナ・アンド・ノースウェスタン・レールロード （Salina and Northwestern Railroad）
- サライナ・アンド・ノースウェスタン・レールウェイ （Salina and Northwestern Railway）
- サライナ・アンド・サンタ・フェ鉄道 （Salina and Santa Fe Railway）
- サライナ・アンド・サウス・ウェスタン鉄道 （Salina and South Western Railway）
- サライナ・アトランタ・アンド・レイモンド鉄道 （Salina, Atlanta and Raymond Railroad）
- サライナ・アトランタ・アンド・サウスウェスタン鉄道 （Salina, Atlanta and Southwestern Railroad）
- サライな・コロンバス・アンド・サウスイースタン鉄道 （Salina, Columbus and Southeastern Railroad）
- サライナ・ハッチンソン・アンド・サウスウェスタン鉄道 （Salina, Hutchinson and Southwestern Railroad）
- サライナ・ハッチンソン・アンド・テキサス鉄道 （Salina, Hutchinson and Texas Railroad）
- サライナ・リンカーン・アンド・フレモント鉄道 （Salina, Lincoln and Fremont Railroad）
- サライナ・リンカーン・アンド・パシフィック鉄道 （Salina, Lincoln and Pacific Railway）
- サライナ・リンカーン・アンド・ウェスタン鉄道 （Salina, Lincoln and Western Railway）
- サライナ・ミネアポリス・アンド・ノーザン鉄道 （Salina, Minneapolis and Northern Railroad）
- サライナ・ノーザン鉄道 （Salina Northern Railroad）
- サライナ・セジウィック・アンド・サザン鉄道 （Salina, Sedgwick and Southern Railway）
- サライナ・スターリング・アンド・エル・パソ鉄道 （Salina, Sterling and El Paso Railroad）
- サライナ・ティプトン・アンド・ノーザン鉄道 （Salina, Tipton and Northern Railroad）
- サリン・アンド・ソロモン・バレー・レールウェイ・アンド・テレグラフ・カンパニー （Saline and Solomon Valley Railway and Telegraph Company）
- サンダースビル鉄道 （Sandersville Railroad）
- サンディ・リバー・アンド・レーンジリー・レイクス鉄道 （Sandy River and Rangeley Lakes Railroad）
- サンディエゴ・アンド・アリゾナ鉄道 （SD&A: San Diego and Arizona Railway）
- サンディエゴ・アンド・アリゾナ・イースタン鉄道 （SDAE: San Diego and Arizona Eastern Railway）
- サンディエゴ・ノーザン鉄道 （SDNR: San Diego Northern Railway）
- サンフランシスコ・アンド・サンノゼ鉄道 （SF&SJ: San Francisco and San Jose Railroad）
- サンフランシスコ・セント・ジョセフ・アンド・セント・ルイス鉄道 （San Francisco, St. Joseph and St. Louis Railway）
- サン・ルイ・バレー・サザン鉄道 （San Luis Valley Southern Railway）
- サバンナ・アメリカス・アンド・モンゴメリー鉄道 （Savannah, Americus and Montgomery Railway）
- サバンナ・アンド・アトランタ鉄道 （SA: Savannah and Atlanta Railway）
- サバンナ・アンド・チャールストン鉄道 （Savannah and Charleston Railroad）
- サバンナ・アンド・コロンバス鉄道 （Savannah and Columbus Railroad）
- サバンナ・アンド・メンフィス鉄道 （Savannah and Memphis Railroad）
- サバンナ・アンド・ノースウェスタン鉄道 （Savannah and Northwestern Railway）
- サバンナ・アンド・ステーツバラ鉄道 （Savannah and Statesboro Railway）
- サバンナ・アンド・ウェスタン鉄道 （Savannah and Western Railroad）
- サバンナ・オーガスタ・アンド・ノーザン鉄道 （Savannah, Augusta and Northern Railway）
- サバンナ・グリフィン・アンド・ノース・アラバマ鉄道 （SG&NA: Savannah, Griffin and North Alabama Railroad）
- サバンナ・フロリダ・アンド・ウェスタン鉄道 （Savannah, Florida and Western Railroad）
- サバンナ・ショート・ライン （Savannah Short Line）
- サバンナ・バレー鉄道 （Savannah Valley Railroad）
- ソーヤー・リバー鉄道 （Sawyer River Railroad）
- スコット・シティ・ノーザン鉄道 （Scott City Northern Railway）
- シーボード・エア・ライン・ベルト鉄道 （Seaboard Air Line Belt Railroad）
- シーボード・エア・ライン鉄道 （SAL: Seaboard Air Line Railroad）
- シーボード・アンド・ロアノーク鉄道 （Seaboard and Roanoke Railroad）
- シーボード・コースト・ライン鉄道 （SCL: Seaboard Coast Line Railroad）
- シーボード・システム鉄道 （SBD: Seaboard System Railroad）
- シアトル・レイク・ショア・アンド・イースタン鉄道 （SLS&E: Seattle, Lake Shore and Eastern Railway）
- セダン・アンド・モリーン鉄道 （Sedan and Moline Railway）
- セジウィック・アンド・シマロン・バレー鉄道 （Sedgwick and Cimarron Valley Railroad）
- セジウィック・アンド・ウェスタン鉄道 （Sedgwick and Western Railroad）
- セジウィック・キングマン・アンド・メディスン・ロッジ鉄道 （Sedgwick, Kingman and Medicine Lodge Railroad）
- セルマ・ローム・アンド・ダルトン鉄道 （Selma, Rome and Dalton Railroad）
- セネカ・アンド・ネマハ・バレー鉄道 （Seneca and Nemaha Valley Railway）
- セネカ・オナガ・アンド・マンハッタン鉄道 （Seneca, Onaga and Manhattan Railway）
- シェポー・リッチフィールド・アンド・ノーザン鉄道 （Shepaug, Litchfield and Northern Railroad）
- シボイガン・アンド・フォンジュラック鉄道 （Sheboygan and Fond du Lac Railroad）
- シボイガン・アンド・ミシシッピ鉄道 （Sheboygan and Mississippi Railroad）
- シェルバーン・フォールズ・アンド・コルレイン鉄道 （SF&C: Shelburne Falls and Colrain Railway）
- ショート・クリーク・アンド・ジョプリン鉄道 （Short Creek and Joplin Railroad）
- シルバートン鉄道 （Silverton Railroad）
- シルバートン・グラッドストン・アンド・ノーザリー鉄道 （Silverton, Gladstone and Northerly Railroad）
- シルバートン・ノーザン鉄道 （Silverton Northern Railroad）
- スカニアトレス・アンド・ジョーダン鉄道 （Skaneateles and Jordan Railroad）
- スカニアトレス鉄道 （Skaneateles Railroad）
- スカニアトレス・ショート・ライン鉄道 （Skaneateles Short Line Railroad）
- スミスタウン・アンド・ポート・ジェファーソン鉄道 （Smithtown and Port Jefferson Railroad）
- スモーキー・ヒル鉄道 （Smoky Hill Railway）
- スモーキー・マウンテン鉄道 （Smoky Mountain Railroad）
- ソロモン・アーカンザス・バレー・アンド・イースタン鉄道 （Solomon, Arkansas Valley and Eastern Railway）
- ソロモン鉄道 （Solomon Railroad）
- ソロモン・バレー・アンド・レパブリカン・リバー・レールロード （Solomon Valley and Republican River Railroad）
- ソロモン・バレー・アンド・レパブリカン・リバー・レールウェイ （Solomon Valley and Republican River Railway）
- ソロモン・バレー・ジプサム・アンド・ガルフ鉄道 （Solomon Valley, Gypsum and Gulf Railway）
- ソロモン・バレー・フィリップスバーグ・アンド・ノーザン鉄道 （Solomon Valley, Phillipsburg and Northern Railroad）
- スー・ライン鉄道 （SOO: Soo Line Railroad）（ミネアポリス・セント・ポール・アンド・スーセントマリー鉄道（the Minneapolis, St. Paul and Sault Ste. Marie Railway）としても知られる）
- サウス・バッファロー鉄道 （South Buffalo Railway）
- サウス・セントラル・テネシー鉄道 （South Central Tennessee Railroad）
- サウス・カロライナ・アンド・ジョージア鉄道 （South Carolina and Georgia Railroad）
- サウス・カロライナ・キャナル・アンド・レールロード・カンパニー （South Carolina Canal and Rail Road Company）
- サウス・カロライナ・レールロード （South Carolina Rail Road）
- サウス・カロライナ・レールウェイ （South Carolina Railway）
- サウス・カンザス・アンド・ウェスタン鉄道 （South Kansas and Western Railroad）
- サウス・カンザス鉄道 （South Kansas Railroad）
- サウス・オマハ鉄道 （South Omaha Railroad）
- サウス・サイド鉄道 （South Side Railroad）
- サウスイースト・カンザス鉄道 （Southeast Kansas Railway）
- サザン・カンザス・アンド・パシフィック鉄道 （Southern Kansas and Pacific Railroad）
- サザン・カンザス・アンド・パンハンドル鉄道 （Southern Kansas and Panhandle Railroad）
- サザン・カンザス・インダストリアル・ベルト鉄道 （Southern Kansas Industrial Belt Railway）
- サザン・カンザス・レールロード・カンパニー （Southern Kansas Rail Road Company）
- サザン・カンザス・レールロード （Southern Kansas Railroad）
- サザン・カンザス・レールウェイ （Southern Kansas Railway）
- サザン・パシフィック鉄道 （SP: Southern Pacific Railroad）
- サザン鉄道 (アメリカ) （Southern Railway）
- サウスウェスタン・カンザス・アンド・コロラド鉄道 （Southwestern Kansas and Colorado Railroad）
- サウスウェスタン・ミネラル鉄道 （Southwestern Mineral Railway）
- サウスウェスタン・レールロード・オブ・カンザス （Southwestern Railroad of Kansas）
- スポケーン・ポートランド・アンド・シアトル鉄道 （SP&S: Spokane, Portland and Seattle Railway）
- スポケーン・インターナショナル （SI: Spokane International）
- スプリング・グローブ・エーボンデール・アンド・シンシナティ鉄道 （Spring Grove, Avondale and Cincinnati Railway）
- スプリングフィールド・アンド・メンフィス鉄道 （Springfield and Memphis Railroad）
- スプリングフィールド・アンド・ウェスタン・ミズーリ鉄道 （Springfield and Western Missouri Railroad）
- スプリングフィールド・ウェスタン・アンド・サザン・レールロード・カンパニー・オブ・ミズーリ （Springfield Western and Southern Railroad Company of Missouri）
- スプリングフィールド・ジラード・アンド・アーカンザス・バレー鉄道 （Springfield, Girard and Arkansas Valley Railroad）
- ステート・ライン・エンポリア・アンド・サウスウェスタン鉄道 （State Line, Emporia and Southwestern Railway）
- ステート・ライン・オサワトミー・アンド・フォート・ユニオン鉄道 （State Line, Osawatomie and Fort Union Railroad）
- ステート・ライン・オスウィーゴ・アンド・インディペンデンス鉄道 （State Line, Oswego and Independence Railway）
- ステート・ライン・オスウィーゴ・サザン・カンザス鉄道 （State Line, Oswego and Southern Kansas Railway）
- ステーツバラ・ノーザン鉄道 （Statesboro Northern Railway）
- スティールトン・アンド・ハイスパイア鉄道 （SH: Steelton and Highspire Railroad）
- スティルモア・エア・ライン鉄道 （Stillmore Air Line Railway）
- ストックトン・ヒル・シティ・アンド・ウェスタン鉄道 （Stockton, Hill City and Western Railway）
- ストックヤーズ・アンド・ノースウェスタン鉄道 （Stockyards and Northwestern Railway）
- サムナー・アンソニー・アンド・ウェスタン鉄道 （Sumner, Anthony and Western Railroad）
- サムナー・マンハッタン・アンド・フォート・リリー鉄道 （Sumner, Manhattan and Fort Riley Railroad）
- スペリオル・ハッチンソン・アンド・リトル・ロック鉄道 （Superior, Hutchinson and Little Rock Railroad）
- サスケハナ・アンド・ニューヨーク鉄道 （Susquehanna and New York Railroad）
- スワニー・リバー・ルート （Suwanee River Route）
- スワタラ鉄道 （Swatara Railroad）

## T
- タルーラ・フォールズ鉄道 （Tallulah Falls Railway）
- テネシー・アラバマ・アンド・ジョージア・レールロード （Tennessee, Alabama and Georgia Railroad）
- テネシー・アラバマ・アンド・ジョージア・レールウェイ （TAG: Tennessee, Alabama and Georgia Railway）
- テネシー・ケンタッキー・アンド・ノーザン鉄道 （TK&N: Tennessee, Kentucky and Northern Railroad）
- テネシー・アンド・パシフィック鉄道 （T&P: Tennessee and Pacific Railroad）
- テネシー・セントラル鉄道 （Tennessee Central Railway）
- ターミナル・レールロード・アソシエーション （TRRA: Terminal Railroad Association）
- テレ・ホート・インディアナポリス鉄道 （Terre Haute Indianapolis Rail Road）
- テキサス・アンド・ニューオーリンズ鉄道 （Texas and New Orleans Railroad）
- テキサス・アンド・パシフィック鉄道 （TP: Texas and Pacific Railway）
- テキサス・メキシカン鉄道 （TM: Texas Mexican Railway）
- テキサス・トランスポーテーション・カンパニー （TXTC: Texas Transportation Company）
- テキサス・トランク鉄道 （Texas Trunk Railroad）
- テキサス・ウェリントン・アンド・ノースイースタン鉄道 （Texas, Wellington and Northeastern Railway）
- タイドウォーター鉄道 （Tidewater Railway）
- ティフトン・アンド・ノースイースタン鉄道 （Tifton and Northeastern Railroad）
- ティフトン・トーマスビル・アンド・ガルフ鉄道 （Tifton, Thomasville and Gulf Railway）
- トレド・アンド・オハイオ・セントラル・エクステンション鉄道 （Toledo and Ohio Central Extension Railroad）
- トレド・ピオリア・アンド・ワルソー鉄道 （TP&W: Toledo, Peoria and Warsaw Railway）
- トレド・ピオリア・アンド・ウェスタン鉄道 （TP&W: Toledo, Peoria and Western Railway）
- トナウォンダ・アイランド鉄道 （TIRL: Tonawanda Island Railroad）
- トナウォンダ・バレー・アンド・キューバ （Tonawanda Valley and Cuba）
- トノパー・アンド・ゴールドフィールド鉄道 （T&G: Tonopah and Goldfield Railroad）
- トノパー・アンド・タイドウォーター鉄道 （T&T: Tonopah and Tidewater Railroad）
- トピカ・アモレット・アンド・サザン鉄道 （Topeka, Amoret and Southern Railway）
- トピカ・アンド・コロラド鉄道 （Topeka and Colorado Railway）
- トピカ・アンド・デンバー・エア・ライン鉄道 （Topeka and Denver Air Line Railway）
- トピカ・アンド・エンポリア鉄道 （Topeka and Emporia Railroad）
- トピカ・アンド・フォート・スコット鉄道 （Topeka and Fort Scott Railroad）
- トピカ・アンド・リンカーン・レールロード （Topeka and Lincoln Railroad）
- トピカ・アンド・リンカーン・レールウェイ （Topeka and Lincoln Railway）
- トピカ・アンド・ニューオーリンズ・エア・ライン鉄道 （Topeka and New Orleans Air Line Railroad）
- トピカ・アンド・ノーザン鉄道 （Topeka and Northern Railway）
- トピカ・アンド・ノースウェスタン狭軌鉄道 （Topeka and Northwestern Narrow Gauge Railway）
- トピカ・アンド・ノースウェスタン鉄道 （Topeka and Northwestern Railroad）
- トピカ・アンド・サザン・カンザス鉄道 （Topeka and Southern Kansas Railroad）
- トピカ・アンド・サウスウェスタン狭軌鉄道 （Topeka and Southwestern Narrow Gauge Railway）
- トピカ・アンド・サウスウェスタン鉄道 （Topeka and Southwestern Railroad）
- トピカ・アンド・オタワ鉄道 （Topeka and Ottawa Railway）
- トピカ・アンド・ウェスタン鉄道 （Topeka and Western Railway）
- トピカ・ブルー・バレー・アンド・ノースウェスタン鉄道 （Topeka, Blue Valley and Northwestern Railway）
- トピカ・バーリントン・アンド・バーディグリス鉄道 （Topeka, Burlington and Verdigris Railroad）
- トピカ・コットンウッド・アンド・ウォルナット・バレー鉄道 （Topeka, Cottonwood and Walnut Valley Railway）
- トピカ・カウンシル・グローブ・アンド・サウスウェスタン鉄道 （Topeka, Council Grove and Southwestern Railway）
- トピカ・フォート・スコット・アンド・メンフィス鉄道 （Topeka, Fort Scott and Memphis Railway）
- トピカ・フランクフォート・アンド・メアリーズビル鉄道 （Topeka, Frankfort and Marysville Railway）
- トピカ・フランクフォート・アンド・ノースウェスタン鉄道 （Topeka, Frankfort and Northwestern Railroad）
- トピカ・ハイアワサ・アンド・シカゴ鉄道 （Topeka, Hiawatha and Chicago Railroad）
- トピカ・ハイアワサ・アンド・ノースイースタン鉄道 （Topeka, Hiawatha and Northeastern Railway）
- トピカ・ハンボルト・アンド・サウスイースタン鉄道 （Topeka, Humboldt and Southeastern Railway）
- トピカ・ルロイ・アンド・サザン鉄道 （Topeka, Leroy and Southern Railway）
- トピカ・リンドン・アンド・バーリントン鉄道 （Topeka, Lyndon and Burlington Railroad）
- トピカ・マンハッタン・アンド・ワシントン鉄道 （Topeka, Manhattan and Washington Railroad）
- トピカ・マウンド・シティ・アンド・メンフィス鉄道 （Topeka, Mound City and Memphis Railway）
- トピカ・ノースウェスタン・アンド・パシフィック鉄道 （Topeka, Northwestern and Pacific Railway）
- トピカ・オマハ・アンド・ノーザン鉄道 （Topeka, Omaha and Northern Railway）
- トピカ・オタワ・アンド・フォート・スコット・レールロード （Topeka, Ottawa and Fort Scott Railroad）
- トピカ・オタワ・アンド・フォート・スコット・レールウェイ （Topeka, Ottawa and Fort Scott Railway）
- トピカ・セネカ・アンド・ノーザン鉄道 （Topeka, Seneca and Northern Railway）
- トピカ・ソルジャー・クリーク・アンド・ネブラスカ鉄道 （Topeka, Soldier Creek and Nebraska Railroad）
- トピカ・サウスウェスタン鉄道 （Topeka South-Western Railway）
- トピカ・ストックトン・アンド・ノースウェスタン鉄道 （Topeka, Stockton and Northwestern Railroad）
- トピカ・ウェスタン・アンド・パシフィック鉄道 （Topeka, Western and Pacific Railroad）
- トピカ・ウェスタン鉄道 （Topeka Western Railway）
- トピカ・ウェストモアランド・アンド・ウォータービル鉄道 （Topeka, Westmoreland and Waterville Railroad）
- トロント・ハミルトン・アンド・バッファロー鉄道 （TH&B: Toronto, Hamilton and Buffalo Railway）
- トリニダッド・コールドウェル・アンド・アーカンソー鉄道 （Trinidad, Caldwell and Arkansas Railroad）
- トリニティ・アンド・ブラゾス・バレー鉄道 （Trinity and Brazos Valley Railway）
- トロイ・アンド・アイオワ・ポイント鉄道 （Troy and Iowa Point Railroad）
- ツイン・ブランチ鉄道 （Twin Branch Railroad）

## U
- ウインタ鉄道 （Uintah Railway）
- アルスター・アンド・デラウェア鉄道 （U&D: Ulster and Delaware Railroad）
- ウナディラ・バレー鉄道 （Unadilla Valley Railway） [リンク切れ]
- ユニオン・パシフィック・デンバー・アンド・ガルフ鉄道 （Union Pacific, Denver and Gulf Railway）
- ユニオン・パシフィック・リンカーン・アンド・コロラド鉄道 （Union Pacific, Lincoln and Colorado Railway）
- ユニオン鉄道 （Union Railway）
- ユニオン・ストック・ヤーズ鉄道 （Union Stock Yards Railroad Company）
- ユナイテッド・ニュージャージ・レールロード・アンド・キャナルズ・カンパニー （United New Jersey Railroad and Canals Company）
- ユタ・アンド・ノーザン鉄道 （Utah and Northern Railway）
- ユーティカ・アンド・モホーク・バレー鉄道 （Utica and Mohawk Valley Railway）

## V
- バンダリア鉄道 （Vandalia Railroad）
- バーディグリス・バレー・インディペンデンス・アンド・メンフィス鉄道 （Verdigris Valley, Independence and Memphis Railway）
- バーディグリス・バレー・インディペンデンス・アンド・ウェスタン鉄道 （Verdigris Valley, Independence and Western Railroad）
- バーモント・アンド・カナダ鉄道 （Vermont and Canada Railroad）
- バーモント・アンド・マサチューセッツ鉄道 （Vermont and Massachusetts Railroad）
- バーモント・セントラル鉄道 （Vermont Central Railway）
- バージニア・アンド・テネシー鉄道 （Virginia and Tennessee Railroad）
- バージニア・アンド・トラッキー鉄道 （V&T: Virginia and Truckee Railway）
- バージニア・セントラル鉄道 （Virginia Central Railroad）
- バージニアン鉄道 （VGN: Virginian Railway）

## W
- ウォーバッシュ・セント・ルイス・アンド・パシフィック鉄道 （WAB: Wabash, St. Louis and Pacific Railroad）
- ワドリー・アンド・マウント・バーノン鉄道 （Wadley and Mt. Vernon Railroad）
- ウォルナット・ミネスカ・アンド・フォート・ドッジ鉄道 （Walnut, Minnescah and Fort Dodge Railway）
- ウォルナット・バレー・アンド・コロラド鉄道 （Walnut Valley and Colorado Railroad）
- ウォルナット・バレー・アンド・ソルト・レイク鉄道 （Walnut Valley and Salt City Railroad）
- ウォルナット・バレー・レールロード （Walnut Valley Railroad）
- ウォルナット・バレー・レールウェイ （Walnut Valley Railway）
- ワミーゴ・アンド・ノースウェスタン鉄道 （Wamego and Northwestern Railroad）
- ワミーゴ・アンド・ロック・クリーク・バレー鉄道 （Wamego and Rock Creek Valley Railroad）
- ウェア・ショールズ鉄道 （Ware Shoals Railroad）
- ウォーレン・アンド・クアチタ鉄道 （Warren and Quachita Railroad）
- ワシントン・アンド・オールド・ドミニオン鉄道 （W&OD: Washington and Old Dominion Railway）
- ワシントン・ボルチモア・アンド・アナポリス電鉄 （WB&A: Washington, Baltimore and Annapolis Electric Railway）
- ワシントン・ブランディワイン・アンド・ポイント・ルックアウト鉄道 （Washington, Brandywine and Point Lookout Railroad）
- ワシントン・セントラル鉄道 （Washington Central Railroad）
- ワシントン・アイダホ・アンド・モンタナ鉄道 （Washington, Idaho and Montana Railway）
- ワシントン・シーポ・アンド・コンコーディア鉄道 （Washington, Seapo and Concordia Railroad）
- ウォータールー・シーダー・フォールズ・アンド・ノーザン鉄道 （WCF&N: Waterloo, Cedar Falls and Northern Railway）
- ウォータービル・アンド・ジャンクション・シティ鉄道 （Waterville and Junction City Railroad）
- ウォータービル・アンド・リトル・ブルー・バレー鉄道 （Waterville and Little Blue Valley Railroad）
- ウォータービル・アンド・ワシントン鉄道（Waterville and Washington Railroad）
- ウェイクロス・エア・ライン鉄道 （Waycross Air Line Railroad）
- ウェリントン・アンソニー・アンド・コロラド鉄道 （Wellington, Anthony and Colorado Railroad）
- ウェルズビル・アディソン・アンド・ゲールトン鉄道 （WAG: Wellsville, Addison and Galeton Railroad）
- ウェスト・ペン鉄道 （West Penn Railways）
- ウェスト・ポイント・ルート （West Point Route）
- ウェスタン・アンド・アトランティック鉄道 （W&A: Western and Atlantic Railroad）
- ウェスタン・バンキング・アンド・レールロード （Western Banking and Railroad）
- ウェスタン・ブランチ・オブ・ザ・メンフィス・アンド・エルスワース狭軌鉄道 （Western Branch of the Memphis and Ellsworth Narrow Gauge Railway）
- ウェスタン・カンザス・エア・ライン鉄道 （Western Kansas Air Line Railroad）
- ウェスタン・メリーランド鉄道 （WM: Western Maryland Railway）
- ウェスタン・パシフィック鉄道 （WP: Western Pacific Railroad）
- ウェスタン鉄道 （Western Railroad）
- ウェスタン・レールウェイ・オブ・アラバマ （Western Railway of Alabama）
- ホイーリング・アンド・レイク・エリー鉄道 （W&LE: Wheeling and Lake Erie Railway）
- ホワイト・パス・アンド・ユーコン鉄道 （WP&Y: White Pass and Yukon Railway）
- ホワイト・サルファー・スプリングス・アンド・イエローストン・パーク鉄道 （WSYP: White Sulphur Springs and Yellowstone Park Railway）
- ホワイト・トップ鉄道 （White Top Railway）
- ホワイト・ウォーター・アンド・ウォルナット・バレー鉄道 （White Water and Walnut Valley Railway）
- ウィチタ・アンド・アーカンザス・バレー鉄道 （Wichita and Arkansas Valley Railroad）
- ウィチタ・アンド・コロラド鉄道 （Wichita and Colorado Railway）
- ウィチタ・アンド・デンバー鉄道 （Wichita and Denver Railroad）
- ウィチタ・アンド・ドッジ・シティ鉄道 （Wichita and Dodge City Railway）
- ウィチタ・アンド・エル・パソ鉄道 （Wichita and El Paso Railway）
- ウィチタ・アンド・フローレンス・ショート・ライン鉄道 （Wichita and Florence Short Line Railroad）
- ウィチタ・アンド・ハーパー・ショート・ライン鉄道 （Wichita and Harper Short Line Railroad）
- ウィチタ・アンド・ミッドランド・バレー鉄道 （Wichita and Midland Valley Railroad）
- ウィチタ・アンド・ノースウェスタン鉄道 （Wichita and Northwestern Railway）
- ウィチタ・アンド・サウス・ウェスタン鉄道 （Wichita and South Western Rail Road）
- ウィチタ・アンド・トリニダッド鉄道 （Wichita and Trinidad Railway）
- ウィチタ・アンド・ウェスト・ライン鉄道 （Wichita and West Line Railroad）
- ウィチタ・アンド・ウェスタン鉄道 （Wichita and Western Railway）
- ウィチタ・アンド・ウィンフィールド鉄道 （Wichita and Winfield Railway）
- ウィチタ・アーカンザス・バレー・アンド・デンバー鉄道 （Wichita, Arkansas Valley and Denver Railroad）
- ウィチタ・シーダーベール・アンド・サウスイースタン鉄道 （Wichita, Cedarvale and Southeastern Railway）
- ウィチタ・ドッジ・シティ・アンド・トリニダッド鉄道 （Wichita, Dodge City and Trinidad Railway）
- ウィチタ・ダグラス・アンド・セダン鉄道 （Wichita, Douglass and Sedan Railway）
- ウィチタ・フォート・スミス・アンド・デンバー鉄道 （Wichita, Fort Smith and Denver Railroad）
- ウィチタ・グレート・ベンド・アンド・コロラド・レールウェイ・アンド・テレグラフ・カンパニー （Wichita, Great Bend and Colorado Railway and Telegraph Company）
- ウィチタ・ゴーダ・スプリングス・アンド・フォート・スミス鉄道 （Wichita, Geuda Springs and Fort Smith Railroad）
- ウィチタ・ハーパー・アンド・カイオワ鉄道 （Wichita, Harper and Kiowa Railroad）
- ウィチタ・ハッチンソン・アンド・ノースウェスタン鉄道 （Wichita, Hutchinson and Northwestern Railroad）
- ウィチタ・ジャンクション・シティ・アンド・スプリングフィールド鉄道 （Wichita, Junction City and Springfield Railway）
- ウィチタ・キンズリー・スコット・シティ・アンド・デンバー・エア・ライン鉄道 （Wichita, Kinsley, Scott City and Denver Air Line Railroad）
- ウィチタ・マクファーソン・アンド・デンバー・レールロード （Wichita, McPherson and Denver Railroad）
- ウィチタ・マクファーソン・アンド・デンバー・レールウェイ （Wichita, McPherson and Denver Railway）
- ウィチタ・マクファーソン・アンド・サザン鉄道 （Wichita, McPherson and Southern Railway）
- ウィチタ・ミード・センター・アンド・ウェスタン鉄道 （Wichita, Meade Center and Western Railway）
- ウィチタ・ノースウェスタン鉄道 （Wichita Northwestern Railway）
- ウィチタ・リッチフィールド・アンド・トリニダッド鉄道 （Wichita, Richfield and Trinidad Railroad）
- ウィチタ・リオ・グランデ・アンド・パシフィック鉄道 （Wichita, Rio Grande and Pacific Railway）
- ウィチタ・サン・アントニオ・アンド・ガルフ鉄道 （Wichita, San Antonio and Gulf Railway）
- ウィチタ・サン・アントニオ・アンド・レッド・リバー鉄道 （Wichita, San Antonio and Red River Railroad）
- ウィチタ・オクスフォード・アンド・アーカンザス・バレー鉄道 （Wichita, Oxford and Arkansas Valley Railroad）
- ウィチタ・リッチフィールド・アンド・トリニダッド鉄道 （Wichita, Richfield and Trinidad Railroad）
- ウィチタ・ターミナル鉄道 （Wichita Terminal Railway）
- ウィチタ・ユニオン・ターミナル鉄道 （Wichita Union Terminal Railway）
- ウィルケス・バーレ・アンド・イースタン鉄道 （Wilkes Barre and Eastern Railroad）
- ウィラメット・バレー鉄道 （WVR: Willamette Valley Railway）
- ウィルズ・バレー鉄道 （Wills Valley Railroad）
- ウィルミントン・シャーロット・アンド・ラザフォード鉄道 （Wilmington, Charlotte, and Rutherford Railroad）（ウィルミントン・アンド・シャーロット鉄道（Wilmington and Charlotte Railroad）
- ウィルミントン・アンド・ローリー鉄道 （Wilmington and Raleigh Railroad）
- ウィルミントン・アンド・ウェルドン鉄道 （Wilmington and Weldon Railroad）
- ウィンフィールド・アンド・フォート・スミス鉄道 （Winfield and Fort Smith Railway）
- ウィンフィールド・ゴーダ・スプリングス・アンド・サザン鉄道 （Winfield, Geuda Springs and Southern Railroad）
- ウィニペグ・サライナ・アンド・ガルフ鉄道 （Winnipeg, Salina and Gulf Railway）
- ウィニペグ・ヤンクトン・アンド・ガルフ鉄道 （Winnipeg, Yankton and Gulf Railway）
- ウィノーナ・インターアーバン鉄道 （WRR: Winona Interurban Railroad）
- ウィスカセット・ウォータービル・アンド・ファーミントン鉄道 （Wiscasset, Waterville and Farmington Railway）
- ウィスコンシン・アンド・カルメット鉄道 （WICT: Wisconsin and Calumet Railroad）
- ウィスコンシン・セントラル （WC: Wisconsin Central）
- ライツビル・アンド・テニール鉄道 （Wrightsville and Tennille Railroad）
- ワイアンドット・アンド・ローレンス鉄道 （Wyandotte and Lawrence Railroad）
- ワイアンドット・アンド・ノースウェスタン鉄道 （Wyandotte and Northwestern Railway）
- ワイアンドット・アンド・オセージ・バレー鉄道 （Wyandotte and Osage Valley Railroad）
- ワイアンドット・アンド・オサワトミー鉄道 （Wyandotte and Osawatomie Railroad）
- ワイアンドット・カウンティ・ブリッジ・アンド・ターミナル鉄道 （Wyandotte County Bridge and Terminal Railway）
- ワイアンドット・カウンティ鉄道 （Wyandotte County Railway）
- ワイアンドット・カンザス・シティ・アンド・ノースウェスタン鉄道 （Wyandotte, Kansas City and Northwestern Railway）
- ワイアンドット・ミネオラ・アンド・カウンシル・グローブ鉄道 （Wyandotte, Minneola and Council Grove Railroad）
- ワイアンドット・ネブラスカ・アンド・ノースウェスタン鉄道 （Wyandotte, Nebraska and Northwestern Railway）
- ワイアンドット・ノースイースタン・アンド・シカゴ鉄道 （Wyandotte, Northeastern and Chicago Railway）
- ワイオミング鉄道 （Wyoming Railway）
- ワイオミング・アンド・テキサス鉄道 （Wyoming and Texas Railroad）

## Y
- ヤズー・アンド・ミシシッピ・バレー鉄道 （Yazoo and Mississippi Valley Railroad）
- ヨセミテ・バレー鉄道 （Yosemite Valley Railroad）

## 通勤鉄道
- ブルックリン・マンハッタン・トランジット （BMT: Brooklyn-Manhattan Transit）（現在はメトロポリタン・トランスポーテーション・オーソリティ（MTA）の一部）
- シカゴ・ノース・ショア・アンド・ミルウォーキー鉄道 （Chicago North Shore and Milwaukee Railroad）
- シカゴ・サーフェス・ラインズ （CSL: Chicago Surface Lines）
- シンシナティ・アンド・レイク・エリー鉄道 （Cincinnati and Lake Erie Railroad）
- インディペンデント・サブウェイ・システム （IND: Independent Subway）（現在はMTAの一部）
- インターボロー・ラピッド・トランジット （IRT: Interborough Rapid Transit）（現在はMTAの一部）
- キー・システム （Key System）（サンフランシスコ地区）
- ロサンゼルス鉄道 （LARy: Los Angeles Railway）
- パシフィック電鉄 （PE: Pacific Electric Railway）
- フィラデルフィア・アンド・ウェスタン鉄道 （P&W: Philadelphia and Western Railroad）
- ロチェスター・サブウェイ （RSB: Rochester Subway）
- サンディエゴ電鉄 （SDERy: San Diego Electric Railway）
- ツイン・シティ・ラピッド・トランジット （TCRT: Twin City Rapid Transit）

## "Road"で終わる名前を持つ鉄道一覧
"road"で終わる名前を持つ鉄道は珍しい。以下はそのような鉄道の一覧である。
- オーバーン鉄道 （Auburn Road）（ロチェスター・アンド・シラキュース鉄道（Rochester and Syracuse Railroad））
- フォールズ鉄道 （Falls Road）（ロチェスター・ロックポート・アンド・ナイアガラ・フォールズ鉄道（Rochester, Lockport and Niagara Falls Railroad））
- ミルウォーキー鉄道 （Milwaukee Road）（シカゴ・ミルウォーキー・セント・ポール・アンド・パシフィック鉄道（Chicago, Milwaukee, St. Paul and Pacific Railroad））
- ニッケル・プレート鉄道 （Nickel Plate Road）（ニューヨーク・シカゴ・アンド・セント・ルイス鉄道（New York, Chicago and St. Louis Railroad））
- オマハ鉄道 （Omaha Road）（シカゴ・セント・ポール・ミネアポリス・アンド・オマハ鉄道（Chicago, St. Paul, Minneapolis and Omaha Railway））
- ポート鉄道 （Port Road）（ハリスバーグ・ポーツマス・マウント・ジョイ・アンド・ランカスター鉄道（Harrisburg, Portsmouth, Mount Joy and Lancaster Railroad）、およびコロンビア・アンド・ポート・デポジット鉄道（Columbia and Port Deposit Railway））